# 가정교사 히트맨 REBORN!의 등장인물 목록
다음은 가정교사 히트맨 REBORN!의 등장인물 목록이다.

## 봉고레 패밀리 (ボンゴレファミリー/Vongola Fagmilia)
《가정교사 히트맨 REBORN!》에 나오는 조직의 이름이다. 작중 전개를 독자적으로 이끌어나가는 대표적인 패밀리이며 또한 전 세계의 마피아 조직 중에서도 가장 강력한 힘과 권력을 지닌 제 1순위의 막강한 패밀리이다.
- 사와다 츠나요시
- 리본
- 고쿠데라 하야토
- 야마모토 타케시
- 람보
- 로쿠도 무쿠로
- 크롬 도쿠로
- 히바리 쿄야
- 사사가와 료헤이

## 봉고레 역대보스
봉고레 1세 프리모(primo)봉고레 패밀리 1대 보스(창시자). 봉고레를 자경대로 창시한 인물. 츠나의 조상. 츠나와 동일하게 장갑을 무기로 쓰며 마찬가지로 동일하게 이마에 필살염이 붙어있다.
봉고레 2세 세콘도(secondo)봉고레 패밀리 2대 보스. 온건파인 프리모와는 다르게 강경파이며 역대 보스중에서 유일하게 맨손으로 싸웠다.
맨손에는 잔자스와 같은 공 모양의 분노염을 발산시키며 잔자스와 상당히 인상이 닮아있다고 한다.
봉고레 3세 테르죠(terzo)무기는 단검류를 사용.
봉고레 4세 콰르토(quarto)40대 중반의 남성.무기는 포크를 사용.
봉고레 5세 퀸토(quinto)무기는 쥬르라고 하는 것을 사용한다. 역대 보스중 프리모 다음으로 젊은 미청년의 모습으로 나온다. 하얀 망토를 두르고 있으며
이마에 기이한 문양이 새겨져 있다.
봉고레 6세 세스토(sesto)무기는 부메랑. 왼쪽 눈에 외안경을 끼고 있다.
봉고레 7세 셋티모(settimo)무기는 총. 중절모에 콧수염이 난 중년남성이다.
봉고레 8세 옷타에오(ottavo)본명은 다니엘라. 봉고레 역대 보스 중 유일한 여성으로 무기로는 석궁을 사용한다. 오른쪽 뺨에 무늬가 새겨져 있으며
성격은 상당히 밝고 말괄량이었다고 한다.1대 보스인 프리모를 늘 우상의 존재로 삼고 다녔던 모양. 본 단행본의 인터뷰 중에서는
하루가 그녀와 인상이 무척이나 비슷하다고 한다.
봉고레 9세 (Vongola Nono)봉고레 패밀리 9대 보스. 본명은 티못테오이며 나이가 가장 많은 최고령의 인물이자 리본을 일본으로 보내어 츠나를 자신의 후계자이자 차기 보스로 만들기 위해 보낸 장본인이기도 하다. 한때 잔자스의 '요람' 사건에 의해 병기(兵機)인 고라 모스카에 갇혔던 적도 있었으나 병원으로 후송되어 목숨을 건지게 된다. 10년 후에는 밀피오레의 기습을 받아 행방불명되었던 것으로 전해지고 있다.
- 무기
  - 지팡이 : 겉으로는 보통 지팡이처럼 보이지만 사실은 이 지팡이에 필살염을 담아서 싸우며 필살 제로지점 돌파 초대 에디션도 습득하고 있다.
- 성우 : 야라 유우사쿠 / 김영찬

## 봉고레 초대 패밀리(Vongola Primo Fagmilia)
봉고레 프리모(Vongola Primo)봉고레 패밀리를 탄생시킨 초대 보스이자 츠나의 5대 선조(先祖)에 해당하는 인물.
본명은 '지오토(Giotto)'이지만, 주로 초대(初代)를 뜻하는 이름인 '봉고레 프리모(Vongola Primo)' 로 불리고 있다. 봉고레 패밀리 역대 보스 중 최강으로,
`모든 것에 물들며 감싸 포용하는 대공(大空)`으로 알려져 있다. 때문에 부하들 중에는 영주, 스파이, 음악가, 종교가 등 여러 직업을 가진 이들이 대부분
이었으며 그 외에도 패밀리에 도움이 된다면 적(敵)을 제외하고는 누구든 주저없이 끌여들이기도 했다. 후에 봉고레 패밀리를 이룩한 후 봉고레 세콘도에게
보스 자리를 물려준 후 일본으로 건너와 '사와다 이에야스'로 개명하고, 사와다 가(家)의 선조가 된다.
- 무기
  - 글러브 : 손등에 봉고레 패밀리의 혈통에만 이어져 내려오고 있다는 필살염의 힘을 장착한 것이다.
  - 망텔로 디 봉고레 프리모 : 봉고레 프리모의 망토. 모든 공격을 무력화시키는 능력이 있다.
  - 미테나 디 봉고레 프리모 : 봉고레 프리모의 건틀렛. 과거 프리모가 전신의 힘을 모두 끌어내어 주먹에 집중하였을 때 글러브의 형상이 변하였다고 한다.
- 기술
- 제로지점 돌파 <초대 에디션>
- 초 직감
- 생일 7월 11일 (게자리)

성우 : 나미카와 다이스케 / 선호제
아사리 우게츠(朝利雨月)초대 비의 수호자.
본래 신검(神劍)이라고 불릴 정도의 검술 실력을 지녔으나 정작 본인은 자신의 검은 하나도 보유하지 않은 채 그저 좋아하는 음악에만 열중했다고 한다. 하지만 어느 날 이국의 친구인 프리모의 위기를 들었을 때 그는 아무 망설임 없이 애지중지 아끼던 악기를 팔아 여비와 장검 1자루, 단도 3자루를 마련해 프리모를 도우러 갔다고 전해진다,
'모든 것을 씻어내리는 은혜로운 소나기'라고 칭송받았다.
- 무기
  - 변칙 4도 : 위에 나온 장검 1자루와 단도 3자루를 부르는 이름.

- 기술
  - 우박(氷雨) : 애니메이션 오리지널 기술, 비의 필살염을 검에 모아, 강력한 한 줄기 참격을 날리는 기술. 극한의 레벨까지 모은 비의 필살염은 참격이 되어 날아가는 순간 응결되어 여러 줄기의 날카로운 우박이 되어 상대에게 날아간다.
  - 분신 : 애니메이션 오리지널 기술, 비의 필살염을 옅게 펼쳐서 물에 비친 자신의 모습을 한 허상을 만드는 기술.
  - 용의 아홉 머리. 무너지는 강(九頭龍. 川崩) : 애니메이션 오리지널 기술, 단도 3자루를 먼저 던진 후 장검에서 대량의 비의 필살염을 휘둘러 먼저 날린 단검에 깃들게 한다. 장검에서 나온 불꽃과 단검의 스피드가 합쳐져 비의 불꽃이 아홉 머리의 용과 같은 형상이 되어 상대에게 날아간다. 옛날엔 범람하는 강의 물살을 아홉마리 용에 비유하는 풍습이 있었는데 그 풍습에 유래된 이름.

성우 : 야마모토 쇼마 / 정명준
람포(Lampo)초대 번개의 수호자.
지방 대지주의 아들로 겁이 많고 세상 물정을 모르며 고집이 셌다고 한다. 그러나 프리모는 일부러 그런 람포를 전장의 선봉으로 세우곤 했다고 한다. 그에게 세상과 용맹함에 대한 각성을 새겨주기 위함이었다.
'격렬한 일격을 감춘 뇌전(雷電)'이라고 칭송받았다.
- 무기
  - 람포의 실드 : 선봉에 선 람포가 적들의 공격을 방어할 때 쓰는 무기. 그냥 방패가 어떻게 무기가 되나 싶지만, 람보가 쓸 때에는 엄청난 위력을 발휘하였다.

성우 : 츠다 켄지로 / 박성태
G초대 폭풍의 수호자
봉고레 패밀리의 시조가 되는 자경단을 조직할 때 늘 프리모에게 일조한 소꿉친구. 평소 임무엔 주로총을 사용했으나 프리모가 특별히 지시한 임무에는 프리모가 선물해준 활을 지니고 임무에 참전, 늘 무패를 자랑했다고 한다.
'거칠게 휘몰아치는 질풍'이라고 칭송받았다.
- 무기
  - G의 아처리 : 프리모가 선물해준 활.

성우 : 마츠다 유우키 / 이주창
아라우디(Alaudi)초대 구름의 수호자.
본디 어느 나라의 비밀 첩보부원이었고 그중에서도 최고의 실력가였다.
누구에게도 영합하지 않고 혼자 있는 걸 좋아하며 패밀리와 발걸음을 맞추지 않았다고 한다. 하지만 일단 한 번 봉고레 1세의 정의와 자신의 정의가 겹쳤을 때에는 누구보다도 많은 적을 쓰러뜨렸고 누구보다도 아군에게 상냥했다고 하는 인물.
'그 무엇에도 사로잡히지 않고 자신의 길을 가는 부운(浮雲)'이라고 칭송받았다.
- 무기
  - 아라우디의 수갑

성우 : 콘도 타카시 / 김영선
너클(Nuckle)초대 태양의 수호자.
원래는 최강이라는 이름을 얻기 위해 노력하는 무패의 복서였다. 하지만 그의 강력한 펀치 탓에 시합 중 상대 선수를 죽음에 이르게 하고, 그는 그 죄책감에 주먹과 복싱을 기억에서 봉인하고 종교에 귀의해 신을 섬기는 데에 힘썼다.
그 이후로 링에 오르지는 않았으나 패밀리에 영입된 후 패밀리에 위기가 닥쳐오면 오직 3분이라는 타임 리미트를 두고 패밀리를 구하는 자라고 전해진다.
'밝은 빛으로 하늘을 비추는 태양'이라고 칭송받았다.
- 무기
  - 너클의 맥시멈 브레이크

성우 : 키우치 히데노부 / 이호산
데이몬 스페이드(D. spade)초대 안개의 수호자. '실체를 잡을 수 없는 환영(幻暎)'이라고 칭송받았다.
과거 높은 지위를 지닌 귀족이었으나, 타락한 귀족들이 사회를 마음대로 주무르는 것에 깊은 반감을 느끼고 지위나 태생 같은 건 상관없이 우수하고 재능있는 자만이 사회의 중심에 서는 이상사회를 꿈꿔왔었다. 그러던 중 자신의 사상에 깊이 공감해 준 귀족의 영애인 엘레나를 깊이 사랑하게 되며 엘레나의 추천으로 인해 봉고레 패밀리의 안개의 수호자로 들어온다.
패밀리에 입단한 초기에는 시민과 약자를 보호한다는 대의 아래에 공권력을 지닌 부패한 자들을 처단하고 바른 길로 이끌어나가는 봉고레에 깊은 애착을 느끼고 패밀리를 위해 힘썼으며 그 과정에서 엘레나와의 사랑도 훨씬 더 깊어졌다. 하지만 봉고레 패밀리가 힘을 키워가는 과정에서 전쟁과 피를 흘리면서 영역을 확대시키는 것을 그만두고 세력을 줄이려는 프리모와 의견충돌이 일어나면서부터 조금씩 사이가 틀어진다. 결국, 세력을 줄인 결과 봉고레의 반대 세력이 데이몬이 있는 성에 테러를 일으키고 그 과정에서 엘레나 역시 목숨을 잃었다. 엘레나의 죽음을 통해 깊은 절망에 빠진 데이몬은 그 때부터 어떤 더러운 수단을 써서라도 봉고레를 그 누구도 따라잡을 수 없는 거대한 권력과 힘을 지닌 패밀리로 만들겠다는 의지를 새긴다.
그 후, 데이몬은 프리모에게 반란을 일으킨 후 프리모의 대가 끝나고 뒤를 이은 세콘도 때도 안개의 수호자로 활동했으며 세콘도를 도와 봉고레를 더욱 더 확대시키고 힘을 넓히는 데 주력했다. 그 이후 자신의 생명이 끝났음에도 계속 자신의 빙의능력을 이용해 다른 이들의 몸에 빙의해오면서 살아오다가 현대에 이르러 봉고레 괴멸을 위해 시몬 패밀리를 속이고 사막의 수호자인 카토 쥴리의 몸에 빙의해 시몬과 봉고레의 전쟁을 계획한다.
결국 후반에 모든 음모가 들통나고, 자신의 계획대로 무쿠로의 몸을 빼앗아 그 몸을 자신이 차지한 후 빈디체를 탈옥. 츠나와 엔마와 전투를 벌인다. 초반엔 시몬의 불꽃과 봉고레 기어, 그리고 빈디체의 속성까지 자유자재로 주무르면서 둘을 궁지에 몰았지만 과거에 지오토와 코자토의 맹세로 인해 하늘의 봉고레 링과 대지의 시몬 링이 융합하여 더욱 더 강력해진 츠나의 X BURNER에 의해 결국 쓰러진다. 최후의 최후까지 발악했지만 결국 엘레나에 대한 추억을 떠올리고 츠나에게 모든 것을 맡겨보겠다는 말과 함께 소멸한다.
- 무기
  - 데이몬 스페이드의 마(魔) 렌즈
  - 환술 트럼프 : 데이몬이 환술을 사용할 때 사용하는 일종의 환술 매개체, 안개의 불꽃과 카토 쥴리의 몸에 빙의하면서 얻은 사막의 불꽃이라는 2장의 조커가 만들어내는 환각을 이용해 구사하며, 무쿠로와의 전투에서 고쿠요 멤버들과 10년 후 프랑의 유환각을 소환해 공격했으나 무쿠로에게 깨졌다.
  - 대지의 6속성 : 빈디체를 탈옥하면서 남은 시몬 멤버들의 시몬 링을 전부 다 탈취한 데이몬이 사용한 시몬의 6속성(시몬페밀리의 10대 보스 엔마의 대지의 속성을 제외한 나머지속성)
  - 봉고레 기어 : 무쿠로의 몸을 빼앗은 데이몬이 사용한 츠나를 제외한 10대 패밀리 전원의 봉고레 기어, 원래의 봉고레 기어와는 달리 칙칙한 남색이며 실체를 죄다 환각으로 구현해낸것이다.
  - 빈디체의 불꽃 : 대공의 7속성도, 대지의 7속성도 아닌 빈디체만이 지니고 있는 밤의 불꽃.
- 기술
  - 환각 : 안개의 불꽃과 사막의 불꽃을 이용해 통상 환술보다 훨씬 더 강력한 환술을 구사
  - 대지의 6속성 : 숲의 불꽃의 나뭇잎 커터, 늪의 불꽃의 무기질 발효, 산의 불꽃의 토양 융기, 빙하의 불꽃의 블리자드 로이드 사막의 불꽃의 환각 등 엔마의 대지의 불꽃을 제외한 모두의 속성을 다 사용한다.
  - 봉고레 기어 : 환각으로 츠나의 봉고레 기어를 제외한 모든 봉고레 기어를 사용할 수 있다.
  - 아르마멘토 컴플리토. 데이몬(Armamento Completo. Demon / 완전무장 데이몬) : 츠나와 엔마를 제외한 모두의 봉고레 기어와 대지의 불꽃을 장착하는 기술, 데이몬의 최강 형태이며 이 기술로 츠나와 엔마를 고전시켰다.
  - 공간 이동 : 빈디체의 8번째 불꽃인 밤의 불꽃을 이용해 공간에 구멍을 뚫어 이동하는 기술
  - 환각 공간 : 자신의 트럼프 카드 중 조커를 이용해 빈디체의 8번째 불꽃을 주변에 폭파시켜 그 폭발에 말려든 이들을 트럼프 카드 저 편에 있는 환각공간으로 보내버리는 기술.
  - 빙의 : 데이몬의 특수 능력, 무쿠로처럼 빙의탄을 사용하지 않아도 데이몬은 자신의 영혼 자체를 움직여 다른 이의 육체에 빙의가 가능하다.

성우 : 코우사카 아츠시 / 강호철

## 고쿠요(黒曜 / 흑산)
로쿠도 무쿠로(로크)가 이끌던 마피아 반대 세력, 결성 멤버는 '로쿠도 무쿠로', '죠시마 켄', '카키모토 치쿠사'이며 이 셋은 <에스트라 네오 패밀리>의 인체실험을 받던 중 인간을 초월한 힘을 손에 넣는 데에 성공, 하지만 그 인체 실험의 피말리는 고통으로 인해 세상에 등을 돌리고 마피아를 증오하게 된다. 결국 무쿠로가 <에스트라 네오 패밀리>를 전멸시키고 이 셋은 탈출했지만 곧 빈디체(復讐者)에 잡혀 투옥, 하지만 몇 년의 세월이 흐른 후 빈디체를 탈옥해 나미모리에 잠입해 소동을 일으킨다. 하지만 츠나와 고쿠데라, 야마모토, 비앙키, 히바리에 의해 다시 한 번 박살. 멤버들은 아직까지 고쿠요중임을 강조하고 있지만 사실 상 괴멸했다고 봐야 한다. 10년 후에는 무쿠로를 탈옥시키고 봉고레에 협조하여 밀피오레와 대치한다.
죠시마 켄(城島犬 / 켄)고쿠요 멤버 중 하나. 과거 에스트라네오 패밀리에서 실험당했던 실험체 중 하나로, 인체 실험을 할 당시 여러 짐승들의 세포를 이식받았기 때문에 지니고 있는 이빨 모형을 이에 갈아끼우면 짐승의 모습으로 변신하는 능력을 지녔다. 늘 말끝마다 "~뿅"을 붙이며 짐승 세포를 이어받아서 그런지는 몰라도 행동 하나하나가 씻는 걸 싫어하며 몸이 젖으면 개처럼 전신을 마구 흔들어 몸을 털어내는 등 상당히 짐승 같은 행동을 한다. 무쿠로의 대리가 된 크롬을 잘 괴롭히고 화를 잘 내지만, 속으로는 엄청나게 챙겨주고 신경써주고 있다.
10년 후의 켄은 프랑, M.M, 치쿠사와 함께 무쿠로의 탈옥에 일조하며, 이후 봉고레와 합류해 리얼 6조화와의 전투에서 특유의 맹수 능력을 링에 밝힌 태양 필살염으로 강화시켜 싸운다. (애니 198화) 프랑의 거슬리는 말투에 자주 화를 낸다.
- 무기
  - 짐승 이빨 카트리지 : 켄이 사용하는 무기. 이빨을 바꿔 낄 때마다 여러 짐승의 모습으로 변신한다.
  - 태양 필살염의 링 : 10년 후 켄이 쓰는 이름 밝혀지지 않은 태양계 링. '활성'의 힘으로 수인화(獸人化)의 능력을 강화시킨다. 특히 '킹콩 채널'의 활성화는 수라개갑 모드의 자쿠로의 완력과 맞먹는다.
- 기술
  - 몽키 채널 : 원숭이로 변신
  - 울프 채널 : 늑대로 변신
  - 킹콩 채널 : 킹콩(정확히 말하면 고릴라)으로 변신
  - 치타 채널 : 치타로 변신
  - 캥거루 채널 : 캥거루로 변신
  - 오퍼섬 채널 : 주머니 쥐로 변신
  - 라이온 채널 : 사자로 변신
- 성우 - 나이토 료 / 김기흥

카키모토 치쿠사(枾本千種 / 치쿠)고쿠요 멤버 중 하나, 과거 에스트라네오에서 실험당했던 실험체 중 하나로
뺨에 바코드 무늬가 새겨져 있고,안경을 쓰고 짧은 검정 단발머리에 하얀 비구니 모자를 눌러쓴 소년.
시끄럽고 소란스러운 켄과는 다르게 조용하고 감정이 없는 단조로운 말투가 특징이며 자신이 화날 때마다 "나 화낸다."라고 하거나 기분이 나쁠 때 "샤워하고 싶어."라고 말하는 버릇을 지녔다. 크롬에겐 기본적으론 우호적이고,그녀를 어느정도 동료로써 받아들이고 있는듯하다.
10년 후에는 고쿠요 동료들과 무쿠로 탈옥을 성공시키며 봉고레와 합류해 리얼 6조화와의 싸움에서 링에 피운 비의 필살염을 요요의 독침에 깃들게 해 싸운다. (애니 198화)
- 무기
  - 요요 <헷지호그> : 칼날이 달린 요요로, 회전하며 독침을 발사한다.
  - 비 필살염의 링 : 10년 후 치쿠사가 사용하는 비 계통의 링. 헤지호그의 독침에 필살염을 깃들게 한다.
- 기술
  - 독침 : 헷지호그의 단면에 난 수많은 작은 구멍에서 가느다란 침들을 발사하는 기술, 침에 바른 독은 한 시간안에 해독하지 않으면 죽음에 이르는 무서운 맹독이며 하야토가 당한 적이 있으나 Dr. 샤멀의 처방으로 겨우 해독한다.
- 성우 - 토요나가 토시유키 / 변현우

M.M크롬 도쿠로와 똑같이 고쿠요 중학교의 멤버인 소녀.
소심하고 조용한 성격의 크롬과는 다르게 상당히 외향적이고 된장녀같은 이미지로 돈을 좋아한다.
잘생기고 돈이 많은 무쿠로에게 호감을 가지고 있어서인지 크롬에게는 상당히 적대적인 모습을 보인다.
- 무기
  - 클라리넷 : M.M이 사용하는 무기로, 1초에 분자를 5억번 진동시키는 특수한 음파를 발생시킨다. 이 음파에 닿은 것들은 엄청난 분자 운동에 의해 온도가 높아지며 폭발하게 되고, 상하로 분리시키면 쌍절곤과 같은 형태가 되므로 접근전도 가능하다.
- 기술
  - 버닝 비브라토 : M.M의 기술. 클라리넷에서 나오는 음파를 발산하여 분자운동을 활발히 시키는 것으로 보아서는 그냥 클라리넷을 부는 것 같다.
- 성우 - 이시이 쇼코 / 김현심

란치아(Lacia)고쿠요의 멤버로 무쿠로의 마인컨트롤에 의해 가짜 로쿠도 무쿠로 역할을 하여 츠나와 대결했던 적이 있다. 모습은 무섭고 험상궃어 보이지만 남을 잘 챙기는 믿음직한 성격으로 아이들이 아주 잘 따르고 있다. 한때 봉고레와 바리아의 링 쟁탈전 때 잠깐 등장한 적도 있었다. 과거에 고아 생활을 했었다가 북(北)이탈리아에 있는 조직으로 들어가 조직의 행동대장을 맡았으며 어린 무쿠로를 키우기도 했지만 무쿠로에게 몸을 내주면서 조직 일원 전부를 살해하는 주범이 되기도 했다. 츠나 일행과 싸울 때 자신이 가짜 무쿠로 역할을 맡기도 했다. 란치아는 이탈리아어로 창.
- 무기
  - 사강구(蛇鋼球) : 뱀 무늬 형식으로 파여 있는 거대한 강철구(强鐵球). 강철구에 파여 있는 뱀 모양이 주위의 기류를 구불구불하게 왜곡시켜, 사철구가 상대에게 돌진할 때 상대는 불안정하게 왜곡시킨 기류에 휘말려 저절로 사철구와 충돌하게 된다.
- 기술
  - 비사열패(飛蛇烈覇)
  - 강사열패(剛蛇烈覇)
  - 폭사열패(暴蛇烈覇)
  - 천사열패(千蛇烈覇)
- 성우 - 마에다 타케시 / 김용준

## 바리아(Varia)
<봉고레 패밀리>의 독립암살 부대, 인간이 할 수 없는 불가능의 경지에 다다른 그 어떤 가혹한 임무라도 악마같은 재능과 실력으로 완벽하게 해내는 '바리아 퀄리티(Varia Quality)'를 자랑한다. 단, 임무 성공률이 90%를 넘지 않을 땐 드물게 임무 중단을 하기도 한다. 간부 전원이 7개 국어 이상을 할 줄 알며 이것이 바리아 입단 조건이기도 함.
바리아의 멤버들은 각각 7대 죄악을 상징한다.
9대 보스가 군림하고 있을 때 XANXUS를 주축으로 움직였던 반란 사건인 '요람'을 일으켰으나 <봉고레 패밀리>와 외부 고문의 힘으로 진압했고, 9대 보스와 사투를 벌였던 XANXUS는 '제로지점 돌파 <초대 에디션>'을 맞고 8년간 얼음 속에서 잠든다. 하지만 이후 깨어난 XANXUS는 봉고레 10대 자리를 노리고 츠나 일행들에게 접근, 피 튀기는 링 쟁탈전을 벌이나 결국엔 패배한다. 그 후 말없이 <봉고레 패밀리>의 지원군으로 활약한다
XANXUS(잔저스)<바리아>의 보스. 하늘의 바리아 링을 지니고 있다.
냉혹하고 무자비하면서 잔인무도한 성격을 지녔으며 부스스한 머리칼과 붉은 눈은 마치 굶주린 사자를 연상시킨다.
어릴 적부터 천성적으로 분노염을 타고났었으며 그 분노염을 본 XANXUS의 엄마는 XANXUS가 <봉고레 패밀리>의 후계자일 것이라는 망상에 사로잡혀버리고, 결국 XANXUS는 오해와 거짓 속에서 9대 보스의 아들로 자라난다. 하지만 이후에 모든 진실을 알게 된 XANXUS는 격노했고 결국 반란 사건인 '요람'을 일으킨다. 게다가 그는 자신이 상처입을까봐 지금까지 사실을 숨겼다는 9대 보스의 말을 믿지 못하고 결국 링 쟁탈전 도중 9대 보스를 인체 병기인 '고라 모스카' 안에 집어넣는 대역죄를 범한다. 하지만 링 쟁탈전에서 패배한 후 잠잠히 <봉고레 패밀리>의 지원군 역할을 한다. 하지만 여전히 츠나를 보스로 인정할 생각은 없는 것 같다.
천성적으로 분노염을 지니고 있었다는 것과, 외모가 봉고레 세콘도를 닮았다는 것을 감안할 때 봉고레 세콘도와 어떤 관련이 있는 게 아닌가 하는 추측이 맴돌고 있다.
- 프로필
  - 나이 : 24
  - 키 : 188 cm
  - 체중 : 80 kg
  - 혈액형 : O
  - 생일 : 10월 10일
  - 별자리 : 천칭자리
  - 좋아하는 음식 : 테킬라 / 위스키 / 고기[5]
  - 취미 : 총 손질 / 스쿠알로 괴롭히기
  - 속성 : 하늘(大空)
  - 직책 : 바리아 보스
- 무기
  - 분노염
  - 봉고레 7세(셋티모)의 권총 2정
  - 리글레 템페스타. 디. 치엘리(Rigre Tempesta. Di. Cieli / 하늘의 폭풍 라이거) - 원래 하늘의 바리아 링의 필살염으로만 개갑했을 경우엔 레오네. 디. 치엘리(Lione. Di. Cieli / 하늘의 사자) 지만, XANXUS의 분노염이 혼합되어 섞여가면서 하늘의 조화와 폭풍의 분해 속성을 함께 가진 리글레 템페스타. 디. 치엘리 로 변모하는 특수한 박스 병기. XANXUS는 <베스타>[6]라고 이름붙였다.

1. . 캄비오. 포르마 - 피스톨라. 임페라토레. 아니말레(Cambio Forma - Pistola. Emperatore. Animale) - 타르보가 베스타를 개량해 준 병기. 봉고레 박스처럼 베스타가 XANXUS의 총에 융합되어 화려한 백금색의 총으로 새롭게 탄생한다.

- 기술
  - 스콥피오. 디라(Scoppio. D' ira / 분노의 폭발) - 총에서 분노염을 폭발하듯이 발사하는 기술
  - 마르텔로. 디. 피앙마(Marteiio. Di. Fiamma / 불꽃의 철퇴) - 거대한 분노염의 탄을 응집시켜 총으로 쏘아 보내는 기술, 마치 하늘에서 철퇴가 내리는 듯 공격한다.
  - 보치올로. 디. 피앙마(Bocciolo. Di. Fiamma / 불꽃의 꽃봉오리) - 상대의 주변을 1자루의 총에서 나오는 불꽃 출력을 이용해 360도로 비행하면서 나머지 총으로 상대에게 불꽃을 발사하는 기술, 불꽃이 상대에게 날아가 폭발하는 모습이 마치 꽃봉오리가 꽃을 피우는 모습과 흡사하다.
  - 코르포. 닷 티오(Colpo. D'addio / 결별의 일격) - XANXUS의 오의(奧義), 최대 출력의 분노염을 빠르고 강력하게 쏘아보낸다.
  - 루지토. 디. 치엘리(Luggito. Di. Cieli / 하늘의 포효) - <베스타>의 기술, 하늘 필살염과 폭풍 필살염이 혼합된 포효를 내지른다. 포효를 맞은 상대는 하늘의 '조화'로 인해 돌이 되고 뒤에 엄습하는 폭풍의 '분해'로 인해 산산조각난다.
  - 아르마듀라. 디. 플라티노. 리글레 템페스타. 디. 치엘리(Armatula. Di. Platino. Rigre Tempesta. Di. Cieli / 백금갑옷의 하늘의 폭풍 라이거) - <베스타>의 기술, 베스타가 전신에 백금으로 이루어진 강력한 갑옷을 두르는 기술
- 주 대사 : 쓰레기, 개쓰레기
- 성우 : 이케다 마사노리 / 최한

스페르비 스쿠알로(Sperbi Squalo)<바리아>의 작전대장이자 비의 수호자. 비의 바리아 링을 가지고 있다.
마치 피를 쫓아 살육을 반복하는 상어처럼 늘 강한 검사를 찾아 도륙낸 다음 그 싸운 검사들의 기술을 흡수, 융합시켜 자신만의 검술을 만들어 왔다. 그 무시무시한 실력으로 바리아의 전(前) 보스였던 검제(劍帝). 튜르를 쓰러뜨렸고, 튜르를 쓰러뜨리는 것으로 자신만의 검술을 완성시켰다. 그 후 잔자스에게 충성을 맹세했으며, 링 쟁탈전에서 야마모토와 대결, 사투 끝에 야마모토의 검술을 인정하고 그를 어떻게든 검의 길로 이끌어가려고 애쓴다.
10년 후의 야마모토에게 자신이 2대 검제의 길에 오르는 과정에 싸운 100명의 검사와의 싸움을 비디오로 찍은 <검제로의 길> 비디오를 전부 다 찍어 보낸다.
성격은 자기 멋대로, 흉폭, 이기주의적이지만 나름대로 진지하고 쿨한 면도 있다.
- 프로필
  - 나이 : 22
  - 키 : 182 cm
  - 체중 : 77 kg
  - 혈액형 : O
  - 생일 : 3월 13일
  - 별자리 : 물고기자리
  - 좋아하는 단어 : 긍지
  - 좋아하는 동물 : 상어
  - 좋아하는 것 : 참치 카르파초
  - 싫어하는 것 : XANXUS 비위 맞추기
  - 취미 : 검 손질
  - 말버릇 : 우오오이~!!
  - 특이 사항 : 목소리 큰 마피아 랭킹 1위
  - 속성 : 비(雨)
  - 직책 : 바리아 No.2 / 바리아. 비의 수호자 / 바리아. 작전대장
- 무기
  - 왼쪽 손에 부착된 검[8]
  - 스쿠알로 그란데. 디. 피오자 (Squalo Grande. Di. Pioggia / 비의 흉폭한 상어 / 爆雨鮫) - 어류 타입의 박스 병기 중에서도 공격력이 1~2위를 다투는 강력한 박스 병기. 흉폭하고 날뛰기를 좋아하며 그 이빨에 물린 자는 비의 '진정' 불꽃에 의해 순간적으로 아픔을 못 느낀다고 한다. 스쿠알로는 <알로>라고 이름지었다.[9]
- 기술
  - 자기류 검술
    - 아타코. 디. 스쿠알로(Ataco Di Squalo / 鮫衝擊 : 상어의 충격) - 검으로 상대의 신체를 강하게 때린다. 그 엄청난 진동파에 의해 상대는 일 순간 몸이 마비된다.
    - 잔나. 디. 스쿠알로(Zanna Di Squalo / 鮫牙 : 상어의 어금니) - 검으로 상대의 팔을 향해 무차별적으로 참격을 날린다. 그 엄청난 스피드와 참격에 의해 상대의 팔은 형태를 알아볼 수 없도록 찢겨진다.
    - 스콘트로. 디. 스쿠알로(Scontoro Di Squalo / 鮫特攻 : 상어의 특공) - 물보라를 일으키면서 그 물보라 속에서 검으로 상대를 베는 기술, 이 기술로 검제. 튜르를 쓰러뜨렸었다.

  - 시구레 창연류
    - 1형부터 7형까지는 야마모토와 동일
    - 공식 8형 <가을비> - 스쿠알로가 쓰러뜨렸을 당시의 시구레 창연류 계승자가 만들어내었던 기술.

  - 그 외
    - 스쿠알로. 데. 로탕테(Squalo. De. Rotante : 상어 스핀) - <알로>의 기술. 회전하면서 상대를 빠르게 물어뜯는다.
- 성우 : 타카하시 히로키 / 정명준

벨페고르(Belphegor)<바리아>의 폭풍의 수호자. 폭풍의 바리아 링을 가지고 있다.
과거 한 나라의 왕자였으며 자신의 넘쳐나는 살육의 재능과 욕구를 떨치지를 못해 친족을 죽이고 <바리아>에 자진 입단한 무서운 괴짜.
자신은 왕자니까 그 어떤 것도 할 수 있다고 믿는다. 성격은 오만불손, 음흉하고 무례하면서 무조건 자기만 최고라는 사고방식을 지녔다.
- 프로필
  - 나이 : 16
  - 키 : 170 cm
  - 체중 : 58 kg
  - 혈액형 : AB
  - 생일 : 12월 22일
  - 별자리 : 사수자리
  - 좋아하는 단어 : 왕자
  - 좋아하는 음식 : 스시 / 우유
  - 싫어하는 것 : 자기보다 건방진 것
  - 취미 : 파견나간 장소의 킬러를 죽이는 것
  - 입버릇 : 이시싯 하고 웃는다, 왕자니까
  - 가족 관계 : 쌍둥이 형. 라지엘
  - 특이 사항 : 지갑안에 현금이 없는 마피아 랭킹 1위[10]
  - 속성 : 폭풍(嵐)
  - 직책 : 바리아. 간부 / 바리아. 폭풍의 수호자
- 무기
  - 나이프 - 수천 개 가량의 나이프가 온몸 구석구석에 숨겨져 있으며 필요할 때마다 순식간에 꺼내 쓴다.
  - 와이어 - 나이프와 함께 세트로 사용하는 와이어, 손잡이에 있는 구멍에 와이어를 걸고 그걸 상대에게 몰래 고정시킨 다음 던지면 나이프는 반드시 상대를 향해 날아가게 된다.
  - 비조네. 템페스타 (Visone Tempesta / 폭풍 밍크) - 족제비과 동물인 밍크의 모습을 한 박스 병기. 벨페고르와 같은 앞머리를 하고 있으며 미니 사이즈의 왕관을 쓰고 있다. 성격은 의외로 순종적. 폭풍의 불꽃을 몸의 털에서 일으키며, 그 털에 약간이라도 스친 물체는 폭풍의 불꽃의 발화로 불타버린다. 벨페고르는 <밍크>라고 이름지었다.
- 기술
  - 나이프와 와이어를 이용한 치밀한 계산 공격
  - 꼬리 선풍 - <밍크>의 기술, 꼬리를 돌려 적의 공격을 방어한다.
  - 피암마. 스칼라타(Fiamma. Scarlata / 홍련의 불꽃) - 비조네 템페스타의 체모에 닿은 모든 것들은 체모의 마찰열에 의해 발화한 폭풍 필살염으로 인해 한 줌의 재로 변한다.
- 성우 : 후지와라 유우키 / 김광국

마몬(Mammon)현재 <바리아>의 안개의 수호자.
본명은 아르꼬발레노의 <바이퍼>. 항상 로브의 모자로 눈을 가리고 있어서 성별은 불명이다.
돈을 무척 밝히며, 돈이 되는 일이 아니면 하지 않는 주의라고 말하지만 그렇지 않은 경우가 적지 않은 듯 하다.
볼에 역삼각형꼴의 문양이 트레이드마크이며 벨과는 티격태격하며 가까운 사이인듯.
10년 후에는 논 트리니셋테에 의해 사망하고 프랑이 그 자리를 대체한다.
- 프로필
  - 나이 : 불명
  - 키 : 40 cm
  - 체중 : 3.6 kg
  - 혈액형 : A
  - 생일 : 7월 2일
  - 별자리 : 게자리
  - 좋아하는 단어 : 탐욕
  - 좋아하는 것 : 돈 / 5엔짜리 초콜릿 / 레모네이드
  - 싫어하는 것 : 마파두부
  - 취미 : 저금 통장 확인
  - 입버릇 : 무무
  - 동료 : 개구리 판타즈마
  - 특이 사항 : 안개의 아르꼬발레노
  - 속성 : 안개(霧)
  - 직책 : 바리아. 간부 / 바리아. 안개의 수호자
- 무기
  - 초능력(超能力)
  - 스페트로. 코코드릴로(Spetro. Cocodrilio / 환상 악어) - 애니메이션 오리지널 박스병기로, 베르데가 만든 박스 병기 프로토 타입(초기 타입).실험작을 만들어 바이퍼에게 거금을 대가로 실험을 요구했었다. 억센 꼬리에 안개 필살염을 지니고 있으며 프로토 타입이라 그런지 유효 시간이 상당히 짧다.
  - 스텔라 마리나. 디. 네비아(Stella marina de. nebbia / 안개 불가사리) - 애니메이션 오리지널 박스병기로 베르데가 만든 박스 병기 프로토 타입(초기 타입)이다. 안개의 불꽃을 띤 불가사리가 여러 개 들어있으며 전신에 안개 필살염을 두르고 회전하면서 부메랑처럼 날아와 공격한다. 이것 역시 프로토 타입이라 그런지 유효 시간이 상당히 짧다.
- 기술
  - 환술(幻術)
  - 점사(點寫) - 휴지에다 코를 풀어 나온 분비물의 모양으로 점을 친다.
  - 금력 묶기(金縛)
  - 바이퍼 미라쥬(Viper Mirage) - 아르꼬발레노의 필살기. 마치 진실 같은 환상을 만들어낸다. 환술을 이용해 주변의 경치만 바꿔 상대방이 허우적대다가 자멸하는 것을 노리고 만든 눈속임 용 기술. 이 기술을 사용할때면 주변에 안개가 낀다는 특징이 있다.
  - 바이퍼 미라쥬. R(Viper Mirage. R) - 상대의 뇌에 직접적으로 환술을 걸어 상대가 어떤 지정행동이나 감정을 느끼면 그 즉시 뇌를 비롯한 전신에 데미지가 가게 설정하는 강력한 환각 기술. 마몬의 오의 중 하나이다.
  - 우로보로스(Uroboros) - 환각으로 우로보로스의 환상을 만들어내 공격하는 기술.
- 성우 : 시시도 루미 / 이소은

룻스리아 (Lssuria) <바리아>의 태양의 수호자.
변태 호색한이며 태양의 바리아 링을 지니고 있다.
상대가 여자건 남자건 자신의 마음에 들면 거리낌 없이 좋아하며 가지려고 한다.
늘 선글라스를 끼고 있다. 격투기인 '무에타이'를 쓴다.
- 프로필
  - 나이 : 25
  - 키 : 180 cm
  - 체중 : 79 kg
  - 혈액형 : A
  - 생일 : 4월 4일
  - 별자리 : 양자리
  - 좋아하는 단어 : 정말~ 짓밟아줄꺼야!!!
  - 좋아하는 음식 : 똠얌꿍
  - 좋아하는 것 : 육체
  - 취미 : 패션 체크 / 영화 관람
  - 특이 사항 : 시체 애호가
  - 속성 : 태양(淸)
  - 직책 : 바리아. 간부 / 바리아. 태양의 수호자
- 무기
  - 메탈 니(Metal Knee)
  - 파보네. 델. 셀레노(Pabone Dell Sereno / 태양 공작) - 같은 태양의 박스 병기 중에서도 불꽃을 비추는 면적이 가장 넓은 대인 치료용 박스 병기. 울음소리가 간드러진 '아잉~!'이라고 한다. 룻스리아는 <쿠우>라고 이름지었다.
- 기술
  - 무에타이
  - 지노키아타. 솔라레(Ginocchiata. Solare) - 점프했다가 메탈 니로 상대의 공격을 방어하는 기술.
  - 힐링 패널(Hiling Panell / 치유의 패널) - <쿠>의 기술. 화려한 꼬리 깃털에서 눈부신 빛을 발하면서 근처의 있는 부상자들을 치유한다. 단 이때 머리카락이나 손톱도 비정상적으로 자라난다.
- 주 대사 : 음훗~♡, ~짱♡
- 성우 : 유자와 코이치로 / 이주창

레비 아 탄(Levi a than)<바리아>의 번개의 수호자. 번개의 바리아 링을 지녔다.
XANXUS에 대한 충성심이 남다르며 XANXUS가 마피아 학교에 다닐 때부터 알고 지낸 듯. 정작 XANXUS는 레비에게 관심도 없다.
XANXUS와 그나마 가깝게 지내는 스쿠알로를 살짝 질투하는 것 같다.
원래 머리가 비상해 일류 대학을 수석으로 졸업하고 교수 자리까지 약속받을 정도의 두뇌파. 하지만 그런 성격 때문에 쓸데없는 잡생각을 많이 해 바리아에선 자기 능력을 100% 발휘하지 못하는 슬픈 현실.
- 프로필
  - 나이 : 23
  - 키 : 193 cm
  - 체중 : 93 kg
  - 혈액형 : A
  - 생일 : 11월 14일
  - 별자리 : 전갈자리
  - 좋아하는 단어 : 보스 XANXUS의 칭찬
  - 좋아하는 타입 : 섹시한 여성
  - 좋아하는 음식 : 밥풀강정
  - 싫어하는 것 : 자기 지위를 위협하는 자
  - 특이 사항 : 의외로 두뇌파
  - 속성 : 번개(雷)
  - 직책 : 바리아. 간부 / 바리아. 번개의 수호자
- 무기
  - 레비 볼타(Levi. Volta)[12] - 등에 꽂고 다니는 8개의 강철 우산. 그 8개를 공중에 띄워보내 벼락을 유도시켜 번개 공격을 내리친다.
  - 토르페디네. 풀미네(Torfedine Fulmine / 번개의 가오리) - 번개 필살염을 전신에 둘러 하늘을 날 수 있는 가오리 모양 박스 병기. 레비는 <리바이어>라고 이름지었다.
- 기술
  - 아폰도. 풀미네(Affondo. Fulmine / 전기 찌르기 / 電氣利) - 레비 볼타로 상대를 관통하는 기술.
  - 수페르. 레비. 볼타(SUPER. LEVI. VOLTA) - 레비 볼터에 <리바이어>의 번개 필살염을 전도시켜 위력을 강력하게 높인 레비 볼터.
- 성우 : 나카노 유토 / 시영준

프랑(Fran)10년 후 <바리아>에 마몬의 후임으로 입단한 <바리아>의 안개의 수호자. 안개의 바리아 링을 지니고 있다.
연한 에메랄드빛 머리와 눈동자를 지녔고 눈 아래에 푸른색의 아주 작은 세모꼴 무늬가 있다. 언제나 존댓말을 쓰지만 배려라고는 개미 털만큼도 없는 밉상 말투로 늘 듣는 사람 심기를 불편하게 하는 특기를 지녔다.
벨페고르가 마몬의 후임이라는 이유만으로 강제로 씌운 커다란 남색 개구리 모자를 쓰고 다닌다.
환술 능력만큼은 초 엘리트이며 무쿠로의 제자이긴 하지만 사이는 절대적으로 나쁜 듯하다. 켄, 치쿠사, M.M과 함께 환술을 이용, 무쿠로를 빈디체에서 탈옥시킨다. 아무리 흉기에 찔려 치명상을 입어도 끄떡없다.
10년 전 현재에 유니로부터 미래의 기억을 받은 바리아와 고쿠요에 의해 스카우트 제의를 받으나 치즈에 머리를 맞아 부분기억상실에 걸려 미래에서 받은 기억을 잊어버리는 소동이 발생, 결국 무쿠로와 스쿠알로는 서로한테 프랑을 떠넘기려고 했으나 결국 프랑은 고쿠요를 선택한다.
- 프로필
  - 나이 : 불명
  - 키 : 174 cm
  - 체중 : 60kg
  - 혈액형 : B
  - 생일 : 6월6일
  - 별자리 : 쌍둥이자리
  - 좋아하는 단어 : 불명
  - 좋아하는 것 : 불명
  - 싫어하는 것 : 불명
  - 특이 사항 : 불명
  - 입버릇 : 1인칭 대사(자신을 지칭할 때 Me라고 함), 개굴개굴, 최악
  - 속성 : 안개(霧)
  - 직책 : 10년 후 바리아. 간부 / 10년 후 바리아. 안개의 수호자
- 무기
  - 환술(幻術) : 미래편의 10년 전에서 머리에 환술로 만든 큼지막한 사과모양 모자를 쓰고 다닌걸로 봐서 9살 이전부터 환술을 사용한 듯 하다.
  - 세이세이세이(666) 헬링
  - 벨페고르 장난감 박스병기 : 프랑의 박스 병기, 안개 필살염이 깃든 벨페고르의 모습을 한 스프링 인형이다. 공격을 막는데 사용했으며, 공격을 맞을 때 소리를 낸다. 능력이 이것뿐인지는 의문이다.
- 기술
  - 환각
- 성우 : 고쿠류 사치 / 김보영

고라 모스카(Gola Mosca)바리아의 간부이자 구름의 수호자.
사실은 인간이 아닌 마피아가 들여온 구형 이탈리아의 인체 전투병기로, 에너지원인 특수한 불꽃의 영향으로 인간의 한계를 넘어선 병기(兵機)이다. 링 쟁탈전 도중 XANXUS가 9대 보스를 고라 모스카 안에 집어넣는 대역죄를 범했다.
링 쟁탈전에서 파괴된 이후 바리아의 구름의 수호자의 자리는 빈 상태. 미래편에서도 없는 것으로 나왔다.
- 프로필
  - 신장 : 230 cm
  - 체중 : 957 kg
  - 직책 : 바리아. 보스 보좌 / 바리아. 간부 / 바리아. 구름의 수호자

## 봉고레 동맹패밀리&외부고문
디노<봉고레 패밀리>의 동맹인 <카발로네 패밀리>의 10대 보스, 자유분방하고 적극적이며 낙천적인 성격을 지녔다. 선천적으로 부하들 앞이 없으면 절대 힘을 못쓰는 타입으로 혼자 있을 때에는 엄청난 실수와 운동치를 자랑, 사고를 일으키기도 한다. 하지만 실력만큼은 확실하다. 전(前) 리본의 제자였으며 다음 차례로 리본의 제자가 된 츠나를 이쁘게 여긴다.
- 무기
  - 사고뭉치 채찍
  - 카발로. 알라토(Chavalo. Allato / 천마) - 말 모양을 한 하늘의 박스 병기, XANXUS의 <베스타>처럼 하늘, 폭풍 두 가지의 속성을 지녔다. 날개가 돋아나면 페가수스의 형태로 변환 가능, 디노는 <스쿠델리아>라고 이름지었다.
  - 엔치오. 디. 치엘리(Encio Di Ciele / 하늘의 거북 : 가칭) - 거북이 모양을 한 애니메이션 판 오리지널 하늘의 박스 병기, 하늘 속성과 태양 속성을 지녔다. 부상자를 삼키면 그 부상자를 체내에서 하늘 불꽃으로 몸 상태를 조화시킨다음 태양 불꽃으로 치료하는 능력이 있다. 치료가 끝나면 부상자를 알 모양의 캡슐로 낳는다.
- 기술
  - 현란한 채찍술
  - 페가소. 수페르. 살토. 볼란테(天馬初上) - <스쿠델리아>의 기술, 날개를 펼친 후 그 날개에서 하늘 필살염을 발화, 무서운 속도로 상대에게 돌진해 날개로 상대를 공격한다. 날개의 공격을 받은 상대는 조화의 불꽃으로 인해 동강난 후 재로 변한다.
  - 살토. 볼란테. 벨로. 코메. 루체(光速天上) - 디노의 기술, 하늘 필살염을 깃들게 한 채찍을 빛의 속도로 엄청나게 휘두르는 기술
- 성우 : 카마카리 켄타(1화 ~ 33화), KENN(34화 ~ ) / 신용우
- 애완동물 : 엔조(엔치오,엔초)(거북이)

바질(바질리쿰 - Basilicum)<봉고레 패밀리>의 외부고문 조직인 <CEDEF>(Consulenza Esterna Della Famiglia) 소속의 전투원, 프로페셔널한 전투 센스를 가지고 있다. 링 쟁탈전에서 하프 봉고레 링을 츠나에게 전달하기 위해 처음 등장했다. 일본에 처음 왔을 때에 츠나의 아빠인 이에미츠에게 약간 이상한 일본 문화를 배웠다.
- 무기
  - 메탈 에지(Metal Egde) : 바질이 사용하는 무기, 부메랑처럼 생겼으며 공격에 쓰거나 부메랑처럼 투척하기도 하고 방어용으로도 사용이 가능, 하이퍼 모드 시에는 필살염을 깃들게 해 싸운다.
  - 델피노. 디. 피오자(비의 돌고래) : 박스 병기 중에서도 뇌가 크고 지능이 발달한 박스 병기, 그 지능을 이용해 다른 박스 병기들의 뇌에 작전을 전파시키는 콤비네이션 필살기를 사용할 수 있다. 바질은 <아르핀>(알핀) 이라고 이름지었다.
- 기술
  - 체술
  - 돌핀 엣지 : <아르핀>(알핀)의 기술, 지느러미에서 비의 필살염이 혼합된 칼날을 발사하는 기술, 이 칼날은 상대의 몸 속을 후벼파는 일종의 박스 병기 대용 마취탄이라고 할 수 있다.
  - 수페르. 노바. 오션(Super. Nova. Ocean) : 주위에 있는 모든 박스 병기의 불꽃을 전부 <아르핀>에게 주입시킨 다음 아르핀이 그 불꽃의 힘으로 전력질주에 몸통박치기하는 기술.
- 말버릇 : 소생(小生), 도령
- 성우 : 테라사키 유카 / 여민정

로마리오카발로네 패밀리 간부이며 디노의 오른팔 역할을 하였던 인물. 콧수염을 기르고 있으며 브라질 출신이다. 봉고레와 바리아의 링 쟁탈전 때 히바리, 디노의 특훈 당시 히바리를 보좌했던 테츠야와 술친구가 되기도 했었다.
- 성우 - 나가노 코우이치 / 김영찬

잔니니봉고레 패밀리 최고의 무기 제조업자인 잔니이치의 아들, 아버지와는 달리 멀쩡한 기계도 순식간에 고철 폐기물로 바꿀 만큼 실력이 바닥을 치지만, 10년 후에는 놀랄만큼 실력이 향상해 보조 도구 및 기계 장치를 만드는데 큰 공헌을 하고 있다.
- 성우 : 우에하라 켄타 / 최승훈

터메릭(タメリック)빡빡이풍의 헤어스타일을 가진 봉고레 패밀리 외부고문의 일원이자 이에미츠 다음가는 인물. 이에미츠가 부재중인 경우에는 그를 대신하여 리더 역할을 하기도 하며 실력이 뛰어나서 부하들의 신뢰가 높은 인물이다.
- 성우 - 카네코 하이리

모레티(モレッティ)봉고레 패밀리 외부고문의 특수공작원. 니트 모자를 쓰고 있다. 자신의 심장을 스스로 일시적으로 멈추게 해 가사상태에 빠지는 '아디오'(이탈리아어로 작별)라는 기술을 지녔다. 봉고레링 쟁탈전 때는 이에미츠의 명령에 따라 봉고레 본부 스파이로 잠입하기도 했다.
- 성우 - 야스다 히로시 / 김영찬

오레가노(オレガノ)봉고레 패밀리 외부고문의 일원으로 정보수집 능력이 뛰어난 여성. 동료의 위기를 재빨리 알아차리는 능력이 있으며 츠나의 아빠 이에미츠가 신뢰하고 있는 인물이기도 하다. 평상시에는 이에미츠를 보좌하는 여비서로 활동하고 있다.
- 성우 : 미즈노 리사 / 김보영

사와다 이에미츠(澤田家光/미츠)봉고레 패밀리의 외부고문이자 츠나의 아빠. 평소에는 외부인이나 비상시에는 보스의 권한을 행사할 수 있으며 후계자 선발에도 대등한 결정권을 갖고있다. 한때 '봉고레의 젊은사자' 라고도 불렸던 적이 있다.
- 성우 : 이와사키 마사미 / 장광

타르보봉고레와 일해온 가장 늙은 금속 세공사. 9대의 젊을적 모습을 알고 있는 가 하면 9대가 깍듯이 존댓말을 쓰고 봉고레 초대 보스인 프리모와 함께 일했다는 소문도 들릴만큼 나이가 많다, 츠나 일행이 계승식에서 시몬 패밀리에게 처참히 당하고 링까지 부서져 위기를 맞았을때, 도움을 주러 등장. 봉고레링을 고쳐주고 지금 상태에서 봉고레링보다 훨씬 강한 시몬링을 이기기 위해 업그레이드까지 시켜주는 역할을 해 시몬을 이기는데 한발짝 더 나아갈수 있게 해주었으며, 왜인지는 자신도 모르지만 봉고레 프리모의 피인 벌(罰)을 가지고 있는 장 본인.

## 밀피오레 패밀리(Mille-fiore Fagmilia)
뱌쿠란(白蘭)전(前) 젯소 패밀리의 보스이자 현재 밀피오레 패밀리의 보스.
가정교사 히트맨 리본의 악역으로 미래 편의 주 원인, 겉으로 보기엔 늘 웃는 순수한 청년으로밖에 안 보이지만 그 실체는 냉혹하고 비정하기 짝이 없는 무서운 일면을 숨기고 있다.
자신의 능력인 모든 평행우주에 존재하는 세계의 또 다른 자신과 의식을 공유하는 힘을 이용해 지금까지 모든 미래의 좋은 점만을 누리면서 강력한 군대를 창립하는 데 성공, 그 힘으로 상정 가능한 모든 평행우주(페러렐 월드)를 지배해 멸망시켰으며 지금 현재 츠나 일행들이 싸우고 있는 세계가 바로 유일하게 지배당하지 않은 세계.
트리니세테에 영혼을 불어넣어 모든 트리니세테의 힘을 이용해 초시공의 창조신으로 거듭나는 것이 목표. 후에 나미모리 숲에서의 마지막 결전 때 압도적인 실력으로 츠나를 몰아가지만 봉고레 링의 진정한 힘과 유니의 안타까운 희생에 의해 분노한 츠나의 풀 파워 X-BURNER에 의해 공격당하고, 결국 마지막에 미소 짓는 얼굴로 "완패야~."라고 선언하면서 소멸한다. 잡지 네타 본과 정발판의 최후 버전이 다른데 네타 본에서는 X-BURNER의 공격에 의해 소멸당한 후 영영 등장하지 않지만, 정발판(30권)에서는 미래편이 끝난 후 에필로그 편으로 뱌쿠란이 등장한다. 그 때 그는 바다를 거닐고 있는데 발목에 봉고레 문양이 새겨진 수갑이 채워져 있고 검은 차에 감시원들이 붙어 있었다.
10년 전인 현재는 <CEDEF>(Consulenza Esterna DElla Famigila)에게 감시 당하고 있다. 시몬의 습격으로 인해 중상을 입은 야마모토를 자신의 능력으로 살려준 것으로 등장했으며, 시몬과의 싸움이 끝난후 아르꼬발레노의 저주를 풀기위한 대리 전쟁을 위해 감시를 돌파하고 나타난다. 아리아가 자신의 예지 능력으로 뱌쿠란에게 아르꼬발레노의 저주를 풀기위한 싸움이 시작할 거라는 걸 알려줌과 동시에 자신의 딸인 유니에게 그 권리를 넘기고 행방불명 된 후, 뱌쿠란은 유니를 돕기 위해 그 싸움에 참여한다. 그 전쟁에 참가할 전력으로 질리오네로 패밀리와 함께 10년 전 현재의 리얼 6조화까지 동원. 감마에게는 아직까지도 의심을 받고 있지만 유니에게 순순히 협력은 할 모양.일본에 도착한 다음 츠나의 집으로 찾아가 츠나에게 동맹을 맺자고 말한다.
- 프로필
  - 나이 : 불명
  - 키 : 173 cm
  - 체중 : 불명
- 능력
  - 가로 시공축의 기적 / 팔레놉시스 패러독스(Palenopxsis Peradocx) : 마레 링이 지닌 힘이자 평행우주, 즉 다시 말해 페러렐 월드에 관한 능력. 본래 페러렐 월드는 현실 세계와 평행선을 그리면서 존재하는 독립된 별개의 세계이며 현실 세계나 페러렐 월드에 존재하는 자기 자신들은 다른 세계를 볼 수 없다. 그러나 뱌쿠란은 동시각의 페러렐 월드에 존재하는 모든 자기 자신의 생각과 능력을 공유하는 것이 가능하다. 이 능력을 쓰면 모든 만약의 세계의 미래를 체험하는 것이 가능, 수많은 패턴이 존재하는 모든 미래의 정보를 얻어, 미래의 장점만 누리며 누구보다 유리하게 살 수 있다. 뱌쿠란은 10년 전부터 이 능력을 사용했기 때문에 지금의 대 전력인 <밀피오레 패밀리>를 세웠던 것이 가능했다, 또 이 능력을 사용하면 있을 수 없는 일도 발생시키는 것이 가능하다.

능력을 사용한 예
1. . 군사 시설이나 무기 공학이 발달한 미래 : 과학이 발달한 다른 미래에서 과학 기술 정보를 알아내 그것을 토대로 기술을 제공해, 우연의 일치로만 만들어졌던 박스 병기 개발을 빠르게 추진하는 데 성공
2. . 고대 문명을 발굴한 미래 : 고대 문명을 발굴한 다른 미래에서, 음지에 몸을 숨기고 있던 왕족의 후예들을 발견. 그것을 토대로 역사 기록을 바꿔 죽은 줄 알았던 라지엘을 그대로 살려내는 데에 성공.
3. . 의료 과학이 발달한 미래 : 의료 과학이 발달한 미래에서 얻은 정보를 토대로 현대에선 있을 수 없는 불치병의 백신을 만들어, 불치병에 걸렸던 환기사를 완벽히 치료하는 데 성공.
4. . 현재 있는 세계의 적들과 조우한 미래 : 역시 다른 세계에서 그 적들이 어떤 기술을 쓰는지 보고 그것을 토대로 공략법을 만들어, 리얼 6조화에게 그대로 전수하는 데 성공.

- 무기
  - 하늘의 마레 링
  - 날개(翼) : 뱌쿠란의 등에 돋아난 날개, 원래부터 달려 있던 것으로 추정되며 이 날개를 이용해 공중전도 가뿐히 소화한다. 초기에는 무지개빛 불꽃을 분출하는 순백의 날개였으나 츠나의 공격에 의해 날개가 뜯긴 후 마치 피처럼 무수히 분출되면서 나온 검은 날개가 등장한다. 검은 날개로 변하면 날개 자체를 변형시키는 것도 가능.
  - 백룡(白龍) / 흑룡(黑龍) : 뱌쿠란 전용 박스 병기, 엄청난 스피드와 유연성, 파워로 적을 유린하면서 순식간에 공격한다. 역시 초기에는 백룡이었지만 흑룡으로 변화한다.
- 기술
  - 체술
  - 미니 백룡(小白龍) : 백룡을 미니 사이즈로 축소시켜 마치 다트 핀처럼 상대에게 던지는 기술.
  - 하얀 손가락 (白指) : 공격 기술, 손가락에 마레 링의 힘을 최대한으로 모은 후 손가락에서 필살염 레이저를 발사하는 기술
  - 하얀 박수 (白拍手) : 방어 기술, 그냥 박수를 쳐 손바닥 압력으로 공격을 상쇄시킨다. 츠나의 최대 파워의 펀치를 이 기술로 방어하는 데에 성공
  - 하얀 손(白手) : 애니메이션 오리지널 기술. 연보랏빛이 감도는 거대한 손을 마레링을 낀 손에서 발생시켜 자신의 손 동작과 연결시켜 조종하는 기술. 원작에서는 츠나의 목을 팔로 죄어 부러뜨렸으나 애니메이션에서는 이 기술로 대체되었다.
  - 검은 손(黑手) : 날개를 날카로운 손톱을 지닌 손으로 변형시켜 날린다. 츠나에게 발사했지만 불꽃으로 튕겨내 유니에게로 궤도를 틀었으나 유니가 대량의 불꽃을 일으킨 덕분에 막았다.
  - 최후의 일격 : 다리에서 검은 뿌리가 자라나 몸을 고정시킨 후, 오른손에서 X.BURNER와 비슷한 형태의 검은색 에너지 덩어리를 발사하는 기술, 결국 츠나의 X.BURNER에 의해 깨졌다.
- 주 대사 : ~쨩, 나긋나긋한 말투

성우 - 오오야마 타카노리 / 강수진

### 리얼 6조화(眞6弔花)
데이지(Daisy)
어둡고 말이 없으며 늘 다른 수호자들의 뒤에 서서 음침하게 있는 태양의 수호자. 별칭은 <죽이고 싶을 만큼 산 송장(屍)인 데이지>
마치 좀비같은 분위기를 풍기고 있으며, 얼굴엔 베이고 찢긴 상처가 가득하다.
언제나 누더기처럼 꿰멘 핑크색 토끼 인형 <부부>를 들고 있다.
언제나 다른 6조화들에게 기가 눌려 언제나 벌벌 떠는 듯한 말투가 특징이다.
나미모리 중학교에서 디노와 히바리 콤비와 전투, 디노를 쓰러뜨리는 건 성공했지만 봉고레 박스를 개갑한 히바리에게 패배한다.
과거는 알 수 없지만 과거, 시설이 열악한 보육원에서 자란 것으로 추정.
10년 전 현재에는 키가 많이 줄었으며, 얼굴에 상처가 별로 없고 들고 있는 인형 <부부>도 말끔한 모습이다.
- 무기
  - 태양의 마레 링
  - 리노첼론테. 델. 셀레노(Rinocellonte Dell Sereno / 태양의 코뿔소) - 디노의 카발로. 알라토(천마:天馬)와 히바리의 포르코스피노. 누볼라(구름 고슴도치)에게 파괴된 박스 병기
  - 수라개갑(修羅開匣)
- 기술
  - 언데드 보디(不死神肉體) - 언제나 체내에 태양 필살염이 순환하고 있기 때문에 아무리 중상을 입어도 순식간에 재생해 부활한다.
  - 초 고속 재생 - 수라개갑 모드에서 선보인 기술, 아무리 잘려나간 신체도 세포의 초 활성으로 인해 순식간에 재생하고, 잘려나간 신체에서도 몸이 자라난다.

성우 - 야마기시 몬도 / 선호제
토리카부토(草烏 / 아코나이트)
마귀의 얼굴 형상을 한 붉은 가면을 쓰고 언제나 검은 망토를 두르고 있는 거인.
굉장히 기묘하고 오싹한 분위기를 풍기고 있다.
본체는 얼굴에 씌여진 붉은 마귀 가면(투구)이며 현재 그 몸은 어떤 승려의 몸을 산 제물로 삼아서 자신이 기생해 점령하고 있었다. 하지만 크롬의 봉고레 박스와 츠나의 X BUNER에 의해 본체인 투구 가면이 깨져 죽는다.
10년 전 현재엔 또 맘에 드는 숙주를 찾았는지 여전히 거대한 형상을 하고 있다.
- 무기
  - 안개의 마레 링
  - 환각 재생 - 본체인 투구 가면이 깨지지 않는 이상 그 육체는 어떤 공격을 받아도 전부 다 환각으로 변한 후 재생이 가능하다.
  - 세르펜테. 디. 마레. 풀미네(Serpente. Di. Mare. Fulmine / 번개 바다뱀) - 고쿠데라(카이)처럼 여러 가지 불꽃을 다룰 수 있는 토리카부토의 박스 병기, 창처럼 돌진하며 번개 필살염의 경화로 그 어떤 것도 뚫어버린다.
  - 수라개갑(修羅開匣)
- 기술
  - 진실의 눈(眞實眼) - 토리카부토가 지닌 능력, 상대의 특성이나 본질을 세세히 분석한다.
  - 환마(幻魔) <레테. 세르펜테. 디. 마레>(Rete. Serpente. Di. Mare / 바다뱀 격자망) - 바다뱀들을 체크무늬로 정렬시켜 상대를 그 안에 가두는 기술, 바다뱀들의 간격이 점점 좁아지면서 상대를 토막낸다.
  - 궁극의 환각 - 수라개갑 모드 때 사용하는 환술, 다른 환각들보다 월등히 강하며 이 환각은 초 직감으로도 간파할 수 없다.

성우 - 마츠모토 시노부 / 김국진
자쿠로(石榴 / 퓨니카)
귀차니스트에 언제나 될 대로 되라 식의 마이 페이스 스타일인 중년 남성.
피처럼 새빨간 머리카락과 듬성듬성 짧게 자란 턱수염이 트레이드 마크이다.
같은 멤버인 블루벨과는 늘 다투며 블루벨한테 만날 태클을 거는 형식으로 진행한다.
전투에서는 놀랄 만큼 엄청난 전투 센스를 보여주며 그 실력으로 봉고레 아지트에 간단히 잠입, 스쿠알로를 처참하게 쓰러뜨린다. 호리호리해 보이지만 의외로 단단한 근육질의 몸매를 자랑. 그 힘은 리얼 6조화 중에서도 가장 강력해 나미모리 숲에서의 전투에서도 가장 강한 공격력을 자랑하지만 역시 블루벨과 같이 고스트에게 생명력을 다 빨려 미라가 되어 끔찍하게 살해당한다.
과거 역시 불투명, 하지만 녹읍이 울창한 시골 마을에서 살았던 것과 소중한 누군가가 죽음으로써 절망을 겪었다는 것은 알 수 있다.
10년 전 현재에는 수염이 없다.
- 무기
  - 폭풍의 마레 링
  - 폭풍 필살염 - 에너지 파처럼 발사하기도 하고 그냥 방화용으로도 사용한다.
  - 수라개갑(修羅開匣)
- 기술
  - 폭풍 필살염 파 - 눈에 안보일 정도로 폭풍의 불꽃을 옅게 발사하는 기술, 상대는 아무것도 모른 채 순식간에 재로 변해버린다.
  - 다이너소어 스킨(空龍 皮釜) - 수라개갑 모드 시 발동하는 기술, 폭풍 필살염이 코팅된 공룡의 피부로 그 어떤 공격도 태워버린다.
  - 마그마. 인피앙마토(Magma Infiammato / 熱火 溶巖) - 초 고열의 폭풍 필살염을 X BUNER처럼 발사하는 기술.
  - 푸뇨. 템페스타(Funyo Tempesta / 폭풍 펀치) - 폭풍 필살염이 코팅된 주먹을 날리는 기술
  - 칼쵸. 템페스타(Calcho Tempesta / 폭풍 킥) - 폭풍 필살염이 코팅된 킥을 날리는 기술
  - 카라테. 템페스타(Carate Tempesta / 폭풍 춉) - 폭풍 필살염이 코팅된 신체를 이용해 가라데를 구사하는 기술, 보통 가라데와는 달리 몸 자체에 폭풍 필살염이 코팅되어 있기 때문에 몸에 닿은 상대는 폭풍 불꽃에 의해 완전히 분해되어 새까맣게 타버린다.

성우 - 고우모토 나오야 / 김기흥
블루벨(Blue Bell)
제멋대로에 어리광쟁이에다가 자기가 원하는 대로 일이 안 풀리면 볼을 부풀리면서 심통을 부리는 전형적인 어린 소녀 캐릭터
머리에 파란색 보석 악세서리를 하고 있으며 머리 길이는 발끝까지 내려올 정도로 장발.
처음 츠나 일행들을 마주했을 때 꼬맹이들이라고 놀리면서 오른팔을 창으로 변환시키는 모습을 보여주었다.
조금 도가 지나칠 정도로 털털하고 언제나 알몸으로 있으며 빨래판 가슴을 근육이라고 부를만큼 개방적인(?) 성격을 지녔다.
고스트의 각성에 의해 촉수에 맞아 생명력을 전부 다 빨린후, 미라가 되어 끔찍하게 살해당한다.
리얼 6조화 중 유일하게 과거가 공개된 멤버, 과거 전국에서 유망한 수영선수로 활동했었으나 수영대회가 있던 날 오빠가 경기를 보러 학교에 오던 도중 교통사고를 당하고 그 사고에 휘말려 블루벨 본인도 하반신 마비가 된다. 두 번 다시 수영을 할 수 없을 거란 절망감과 분노에 휩싸인 블루벨은 병동 내에서 늘 행패를 부렸지만 절망은 깊어져만 갔다. 어느 날 뱌쿠란이 오빠의 지인이라면서 늘 문병을 오고 블루벨에게 자신의 능력으로 본 다른 세계의 블루벨의 모습에 대해 말해주면서 희망을 심어준다. 다시 수영을 할 수 있을 거란 기대에 블루벨은 웨이트 트레이닝을 배우게 되지만 어느 날 간호사들이 하는 얘기를 엿듣곤 자신이 두 번 다시 수영을 할 수 없게 될 거란 사실을 알고는 또 절망에 빠진다. 그대로 병원에서 도주해 근처 창고에서 아무것도 먹지 않고 마시지 않고 잠도 안 잔채 일주일을 은신한 그녀는 결국 창고에서 뱌쿠란에게 거두어져 비의 수호자가 된다.
10년 전 현재에는 머리가 조금 짧아졌으며, 앞머리는 조금 커트하고 뒷머리만 허리까지 길렀다.
- 무기
  - 비의 마레 링
  - 암모니테. 디. 피오자(Ammonite Di Pioggia / 비의 암모나이트) - 여러 마리의 분홍색 암모나이트가 들어있는 박스 병기, 주로 투척용으로 쓰이며 폭탄처럼 맞으면 폭발한다.
  - 수라개갑(修羅開匣)
- 기술
  - 봄버. 암모니테(Bomber Ammonite / 암모나이트 폭탄) - 초 거대 사이즈 암모나이트를 생성해, 그걸 적에게 투척해 대폭발을 일으키는 기술, 중간에 바리아의 난입으로 불발했다.
  - 봄버. 암모니테. 지간테(Bomber Ammonite Gigante / 거대 암모나이트 폭탄) - 봄버. 암모니테의 거대 강화판, 폭발 범위와 파괴력도 배로 높아졌다.
  - 나팔룸. 암모니테(Napaluum Ammonite / 암모나이트 네이팜 탄) - 암모나이트 모양을 한 액체 탄을 발사하는 기술, 크진 않지만 그 위력 하나하나가 봄버. 암모니테. 지간테 급이기 때문에 블루벨의 최강 공격 기술이라고 해도 과언이 아니다.
  - 바리에라. 메두사(Bariera Medusa / 해파리 배리어) - 블루벨이 자랑하는 절대 방어 기술, 전방위에 아주 크고 화려한 비의 필살염을 배리어 형식으로 두른다. 하지만 그것은 위장이며, 실제 방어 영역은 블루벨 주위의 모든 영역이다. 그 영역은 순도 100%의 비의 필살염의 풀장이며 그 영역에 들어온 적은 몸의 모든 분자 운동이 정지되며 움직이는 것 조차 할 수 없게 된다.
- 주 대사 : "뉴뉴~~"

성우 - 키쿠치 미카 / 김현지
키쿄우(桔梗 / 바이올렛)
상냥한 성격과 말투, 늘 웃는 조소(條笑)가 드리워진 얼굴을 하고 있는 예의바른 성격의 남자.
리얼 6조화 중에서 가장 냉정하고 침착하며 이성적인 성격을 가진 리얼 6조화를 통솔하는 리더이다.
다른 멤버들에 비해 뱌쿠란에 대한 충성심이 가장 강하며 늘 일상에서도 존댓말을 쓸 만큼 절도적인 행동을 보인다.
화려한 것이나 축제 같은 것들을 좋아하는 듯.
뱌쿠란의 인생을 마지막까지 지켜 본 유일한 멤버로, 결국 뱌쿠란이 죽은 후 XANXUS의 총에 맞아 머리가 날아간다. 룻스리아의 도움으로 목숨을 부지한 뒤 어디론가 옮겨 졌는데, 점프 연재본에 따르면 빈디체에 수감되었다고 한다.
과거 역시 불투명, 하지만 어느 회사에서 천대취급받으면서 일하고 있었던 것으로 추정.
10년 전에는 가라앉은 헤어스타일이 아닌, 위로 스타일리시하게 세운 헤어스타일을 하고 있으며 아이섀도우를 바르지 않았다.
- 무기
  - 구름의 마레 링
  - 캄파눌라. 디. 누볼라(Campanula Di Nuvola / 구름 도라지) - 상대의 인체에 씨를 심은 후 다 자라면 숙주를 찢고 보라색의 꽃을 피우는 무서운 식물형 박스 병기, 줄기를 미사일처럼 사용하기도 한다.
  - 누볼라. 벨로키랍토르(Nuvola Velokilayptore / 구름 벨로시랩터) - 다수의 벨로시랩터가 들어있는 공룡형 박스 병기, 월등한 공격력을 자랑하며 한 개체가 군사 사단 이상의 공격력을 자랑한다.
  - 수라개갑(修羅開匣)
- 기술
  - 구름 필살염 배리어 - 마레 링을 이용해 구름의 필살염을 배리어 형식으로 두르는 기술
  - 도라지 꽃 미사일 - 도라지 줄기에 구름 필살염을 담아서 투척하는 기술, 개수는 제한이 없으며 미사일급의 위력을 자랑한다.
  - 디비시오네. 테스타(Divisione Testa / 분열 두) - 수라개갑 모드 시 사용하는 기술, 머리칼에서 자라난 스피노 사우루스들의 머리가 쪼개지면서 점점 더 불어난다.
  - 디비시오네. 인피니타(Divisione Infinita / 무한 분열) - 수라개갑 모드 시 사용하는 기술, 스피노 사우루스들을 무한으로 분열시키고 증식시켜 공격하는 기술, 이 특성을 이용해 증식하는 개수는 무한하며 이걸 이용해 공격과 동시에 절대 방어를 펼치기도 한다.
  - 지중 공격(地中 攻擊)- 수라개갑 모드 시 사용하는 기술. 스피노 사우르스의 머리가 땅 속에서 솟아나와 적을 덮치는 무서운 기술이다. 여러 마리의 스피노사우르스들이 동시에 공격하는 것도 가능하며, 방어가 불가능하다.
- 주 대사 : 하항~

성우 - 가토 가즈키 / 위훈
고스트(Ghost)
뱌쿠란과 너무나도 똑같이 생긴 얼굴에 심지어 눈 밑의 문양도 위치가 정반대인것 빼고는 전부 다 똑같은 의문의 리얼 6조화.
전신에 번개 필살염을 휘감고 있다.
뱌쿠란이 페러렐 월드 능력을 이용해 데려온 다른 세계의 뱌쿠란 자기 자신. 10년 후의 세계의 과학으로도 다른 세계에서 그를 데려오는 것은 무리였는지 성공은 했지만 그가 있던 세계는 멸망해버렸고 그 부작용으로 그는 불꽃만을 흡수해가면서 싸우는 돌연변이가 되어 버렸다. 뱌쿠란은 그의 능력 실험을 위해 지중해를 지나는 초 거대 잠수 군함 3척을 파괴시켰고 그 안에 선량한 마피아 관계자까지 죽어버렸기에 결국 고스트는 빈디체(復酬者)에 갇혀 있었으나 뱌쿠란과 빈디체와의 거래로 인해 빈디체에서 석방했고 석방 직후 나미모리 숲에 온 후 기괴한 생명 흡수 능력을 사용해 각성을 시작하지만 츠나에게 저지당하고 결국 츠나에게 흡수되고 만다.
하지만 GHOST의 또 다른 능력인 불꽃 전송 능력에 의해 츠나가 흡수한 GHOST의 불꽃은 전부 뱌쿠란에게 옮겨가게 된다.
- 무기
  - 번개의 마레 링
- 기술
  - 기술 통과 : 어떤 공격을 해도 전부 다 받아넘긴다.
  - 각성 : 주위의 생명 에너지를 수없이 많은 길다란 촉수를 통해 빨아들이며 그 촉수에 맞은 모든 생물체는 생명에너지를 빼앗겨 미라가 되어버린다.
  - 불꽃 공유 : 흡수한 불꽃을 전부 다 뱌쿠란의 몸 속으로 텔레포트 시킨 고스트만이 가진 재능.
  - 순간이동 :흡수한 불꽃을 이용해 다른 곳으로 순간이동을 하는 기술.

### 가짜 6조화(假6弔花)
글로 키시니아(Glo Xinia)밀피오레 패밀리 제 8부대 <글리치네>의 대장.
가짜 비의 마레 링을 지닌 변태 마조히스트 안경잡이.
10년 후의 세계에서 무쿠로의 계획에 넘어가 고쿠요에 단독침입해 10년 뒤의 무쿠로를 물리치고(사실은 무쿠로가 져준) 크롬을 습격하려 했으나 불발했었다.
그 뒤, 고쿠요 랜드에서 봉고레 링의 반응이 감지되자 그 정보를 듣고는 뱌쿠란의 명령 없이 독단적으로 고쿠요에 재침입. 10년 전의 크롬과 전투를 벌인다.
처음엔 자신의 박스 병기와 비의 필살염을 이용해 우세를 보였으나, 자신의 박스 병기였던 구포. 디. 피오자에 무쿠로가 빙의하고 또 크롬이 봉고레 링의 힘을 개화해 결국 엄청난 중상을 입는다.
- 무기
  - 채찍 : 손에 들고 있는 동물 조련용 채찍, 비의 필살염을 깃들어 사용한다.
  - 구포. 디. 피오자(Gupo. Di. Pioggia / 雨 Owl) - 무쿠로가 빙의해 안개 속성으로 변한 후부터는 크롬의 박스 병기가 되었다.
  - 크라켄. 디. 피오자(Kraken. Di. Pioggia / 雨 Squer) - 초 거대 사이즈의 대왕 오징어 모양을 한 박스 병기, 촉수에 비의 필살염을 휘감아 공격할 수 있다.
- 기술
  - 파도(派) : 구포. 디. 피오자가 사용하는 기술, 비의 필살염을 발화시켜 만든 거대한 파도를 몰고 온다.
  - 크라켄 드릴(Kraken Dril) : 크라켄. 디. 피오자의 기술, 다리를 고속 회전시키면서 상대에게 꽂아 그대로 뚫어버리는 기술.
  - 회오리 디펜스(Tornado Defense) : 크라켄. 디. 피오자의 기술, 다리에 비의 필살염을 휘감아 그걸로 자신을 감싸 방어하는 기술.
  - 성우 : 카와하라 요시히사 / 김영찬

이리에 쇼이치전(前) 밀피오레 6조화(6弔花)이자 태양의 가짜 마레 링을 지녔던 천재 메카닉, 과거로부터 지금까지 백란에 대한 모든 진실을 알고 그를 쓰러뜨리기 위해, 지금까지의 일들을 계획한 <봉고레 패밀리>의 숨은 첩보원이다, 굉장히 소심하지만 지능적 전투에 있어서는 스페셜리스트이다. 스트레스성 위염을 앓고 있어서 화를 낼때나 짜증날 때에 복통에 시달린다.
- 무기
  - 메로네 기지 - 쇼이치가 특별히 만든 비밀기지형 박스 병기, 기지 전체가 태양 필살염의 추진력으로 인해 여러 가지 구조로 옮겨지거나 바뀔 수 있다.

감마전(前) 밀피오레 패밀리의 6조화(6弔花)이자 가짜 번개의 마레 링을 소유하고 있는 남자, 전(前) 보스인 아리아를 짝사랑하고 있었으나 아리아가 아르꼬발레노의 저주에 의해 죽고 딸인 유니가 보스가 되면서 유니에게 충성을 맹세한다. 밀피오레 패밀리에 있으면서도 유니에 대한 충성심을 버리지 않고 있으며 후에 나미모리 숲의 전투에 같이 참전하여 동료로서 리얼 6조화와 싸운다. 결국 아르꼬발레노 부활의 사명을 띠고 자신의 몸을 불꽃으로 바꿔 유니와 함께 죽음을 택하고 사라진다.
- 무기
  - 일렉트로. 빌리야르도 - 번개 필살염이 깃든 당구 스틱과 당구 공 세트
  - 일렉트로. 볼페(Electro Volpe / 번개 여우) - 암수(男女) 한쌍의 여우가 들어 있는 박스 병기, 감마는 각각 <비젯트>, <코루루>라고 이름 지어주었다. 충성심이 강하며 자신이 인정한 사람 밖에 주인으로 모시지 않는다.
  - 네레. 볼페(Nere Volpe / 검은 여우) - 일렉트로. 볼페가 업데이트 박스로 인해 봉인하고 있던 원래 힘을 해방시켜 검은 여우의 모습으로 돌아온 상태
- 기술
  - 샷 플라즈마 - 일렉트로닉. 빌리야르도로 쓰는 기술, 당구공을 날린다. 당구공에는 번개 필살염이 깃들어 있어 창과 같은 위력을 지녔다.
  - 일렉트릭 타워 - 당구공으로 진을 쳐 상대를 진 안에 가두고 그 안에 번개 필살염을 탑 모양으로 깃들게 해 폭파시키는 기술
  - 파이널 샷 - 당구공을 모두 다 치는 기술
  - 일렉트로. 넷. 실드(Electro. Net. Shild) - <비젯트>, <코루루>의 기술, 번개 필살염을 공중에 그물처럼 퍼뜨려 낙하하는 주인을 구출하는 기술
  - 더블. 일렉트로 어택(Double. Electro. Attack) - <비젯트>, <코루루>의 기술, 번개 필살염을 전신에 휘감아 토네이도처럼 돌진하는 기술
  - 성우 : 이노우에 카즈히코 / 최재호
  - 성우 : 토요나가 토시유키 / 김장

환기사 (幻驥士)안개의 가짜 마레 링을 소유한 환술을 사용하는 검사.
검술 실력은 스쿠알로 이상의 실력을 자랑한다.
전(前) 질리오네로 패밀리 <안개의 수호자>였지만 불치병에 걸린 자신을 말끔히 고쳐준 뱌쿠란을 신으로 여기며 뱌쿠란에게 충성을 맹세하고 질리오네로 패밀리를 배신했다.
메로네 기지에 침입한 츠나 일행들을 홀로 제압하는 실력을 보여주지만 결국 츠나의 X BURNER. <하이퍼 익스플로전>에 당한다. 그 후 초이스 배틀에서 리얼 6조화인 토리카부토의 부하로 다시 출전한다.
하지만 파워 업해 강해진 야마모토에게 대패하고 결국 쓸모없어졌다고 판단한 뱌쿠란의 명령으로 키쿄우에 의해 아주 잔인하게 죽임 당한다.
- 무기
  - 4자루의 검
  - 스페트로. 누디브랑키(Spettro. Nudibranchi / 환상 갯민숭달팽이) - 여러개체가 들어있는 갯민숭달팽이 모양의 박스, 환각을 구축하며 변신 능력이 있고 박스 자체도 유도 폭파가 가능한 강력한 박스 병기이다.
  - <오사 임프레쇼네>(Ossa. Impressione / 殘像骨) 헬 링 - 세계에 6개밖에 존재하지 않는 안개의 저주받은 헬 링 중 하나.
  - <네비아. 누메로. 두에>(Nebbia. Numero. Due / 霧2番) - 박스 제작자 중에서도 케니히는 특히 무기나 갑주 등을 만드는 데 가장 탁월한 능력을 보였으며, 특히 네비아. 누메로. 두에는 케니히의 걸작품 중 하나라고 한다. 남색 바탕의 갑주에 어깨에는 밀피오레의 문장이 새겨져 있으며 투구에는 양쪽으로 은색 뿔이 달려있다.중, 근거리 및 육탄전에 용이하게 제작되어 있으며 간편함과 스피드를 주축으로 삼았다.
  - <스페트로. 스파다>(Spettro. Spada / 幻劍) - 역시, 케니히가 남긴 걸작품 중 하나. 2m 크기의 거대한 대검. 한 번 휘두를 때마다 강력한 여러 줄기의 참격이 날아간다. 단, 기량이 없는 자가 휘두르면 그 참격을 자신을 향해 돌아오기도 함.
- 기술
  - 오의. 사검(奧義. 四劍) - 칼 두자루에 올라탄 후 그 위에서 마치 춤추듯이 나머지 2자루의 칼로 공격하는 기술
  - 미라치오. 디. 네비아(Miraggio. Di. Nebbia / 霧蜃氣樓) - 스페트로. 누디브랑키의 기술. 허상을 보여 적의 눈을 속인다.
  - 변신(變身) - 스페트로. 누디브랑키의 기술. 갯민숭달팽이가 다양한 형태로 변신한다.
  - 환각융합(幻覺融合) - 스페트로. 누디브랑키의 기술. 갯민숭달팽이들이 대량으로 모여 주위의 배경을 바꾸는 환각을 만들어내는 기술.
  - 유도폭파(誘導爆破) - 스페트로. 누디브랑키의 기술. 갯민숭달팽이가 환각으로 모습을 감추고 상대에게 닿은 순간, 안개의 필살염을 발화해 폭발하는 기술.
  - 단짜. 스페트로. 스파다(Danza. Spettro. Spada / 幻劍舞) - 강력한 참격과 함께 스페트로. 누디브랑키의 환각으로 만든 미사일까지 동시에 날려보내는 기술.
  - 엑스트라. 단짜. 스페트로. 스파다(Extra. Danza. Spetro. Spada / 穹極幻劍舞) - 단짜. 스페트로. 스파다의 10배 버전, 환기사 최강의 기술

성우 - 호소미 다이스케 / 송준석
라지엘(Rasiel)가짜 폭풍의 마레 링을 소유한 벨페고르의 친형.
어렸을 때부터 온갖 가학적인 방법으로 벨과 싸워왔으나 결국 벨이 질을 죽이고 승리했다.
본래 죽은 자였으나, 뱌쿠란이 자신의 능력으로 평행 세계의 미래로 건너가 역사를 바꿔 되살아났다.
야비한 방법으로 벨페고르를 이겼다고했지만 프랑의 환각에 속은 것이고, XANXUS랑 대결했으나 능지처참당했다.
- 무기
  - 피피스트렐로. 템페스타(Pipistrello. Tempesta / 嵐Bat) - 다수의 박쥐가 들어있는 폭풍 속성의 박스 병기
- 기술
  - 온데. 수페르. 피앙마(Onde. Super. Fiamma / 超炎波) - 피피스트렐로. 템페스타의 기술, 초음파를 발산한다. 이 초음파는 폭풍 필살염으로 이 초음파는 상대의 몸 속에 90%가 흡수되면서 몸 속에서 '분해'로 인해 상대의 몸을 파괴시킨다.
  - 수캬레. 피앙마(Succhiare. Fiamma / 吸炎) - 피피스트렐로. 템페스타의 기술, 상대의 필살염을 빨아마시는 기술.
  - 성우 : 우에야마 류우시 / 방성준

### 그 외의 수하들
스파나(Spana)쇼이치의 동료로 후에 예상치 못한 일로 쇼이치와 함께 봉고레에 들어오게 되었다. 쇼이치와는 기술부 동기로 일본문화에 흥미를 갖고 있으며 스트라오 모스카를 개발해냈다. 스패너 모양의 막대사탕을 즐겨 먹는다.
- 성우 : 츠다 켄지로 / 박성태

타자루(太猿)전(前) 밀피오레 블랙스펠 제3부대 소속으로 갈색빛 피부에 근골을 가진 남자이다. 별칭은 '람염(嵐炎)의 타자루'. 츠나 일행이 10년 후 세계로 오게 되었을 때 맨 처음으로 만나 대결했던 상대이며 링에 필살염을 피운 츠나에 의해 저지당한다. 폭풍 계의 링을 소유하고 있으며 4개의 박스 가졌다. 밀피오레 패밀리에 있으면서도 유니에 대한 충성심을 버리지 않고 있으며 후에 나미모리 숲의 전투에 같이 참전하여 동료로서 리얼 6조화와 싸운다.
- 무기
  - 다크 사이즈 : 폭풍 필살염을 띤 낫
  - 다크 슬라이서 : 폭풍 필살염을 띤 수리검
  - 니들 스파인 : 수트에 달린 가시 시스템
  - 플레임 슈즈
  - 성우 : 도우죠 타쿠토 / 김영찬

노사루(野猿)전(前) 밀피오레 블랙스펠 제3부대 소속으로 타자루의 동생. 보라색의 장발을 가진 소년으로 타자루와 함께 10년 후 세계로 오게 된 츠나 일행과 상대했으나 링에 불꽃을 피운 하야토에 의해 참패하게 되었다. 타자루와 마찬가지로 폭풍계 링을 소유. 밀피오레 패밀리에 있으면서도 유니에 대한 충성심을 버리지 않고 있으며 후에 나미모리 숲의 전투에 같이 참전하여 동료로서 리얼 6조화와 싸운다.
- 무기
  - 타자루와 동일.
  - 성우 : 토요타 카나에 / 김율

레오나르도 릿피전(前) 밀피오레 화이트 스펠 제6 뮤겟트(은방울꽃) 소속으로 본명은 '귀도 그레코'. 흑발을 가진 수수한 성격의 청년이지만 한때 17세가 되기 전 15명을 살해한 전과를 가졌던 탈옥수이기도 했다. 특이한 체질을 가졌기 때문에 무쿠로와 크롬이 빙의(憑依)가 가능하다. 본래 쇼이치와 함께 밀피오레에 숨어들어온 봉고레 안개 수호자의 스파이였지만 결국 모든 진실을 알아낸 뱌쿠란으로부터 공격당해 사실 상 육체가 소멸한다. 뱌쿠란으로부터는 '레오 군' 이라고도 불렸다. 진짜 레오나르도 릿피는 이보다 더 나이가 많은 60대의 몸집이 작은 노인으로 알려졌으며 현재 행방불명인 것으로 전해지고 있다.
- - 성우 : 홋타 마사루 / 선호제

체르벨로(Chellbello)밀피오레에서 뱌쿠란과 쇼이치를 보좌하는 역할을 하고 있으며 본래는 봉고레 9대 보스 직속기관으로 봉고레와 바리아의 링 쟁탈전 때 심판을 맡았던 적이 있다.
10년 후에는 밀피오레에서 뱌쿠란, 쇼이치와 함께 활동하고 있으며 모습이 똑같이 생긴 여자들이 많다.
뱌쿠란의 과거 회상에 의하면 뱌쿠란에게 하늘의 마레 링의 적임자는 당신이라고 말한 것도 체르벨로. 아직 수수께끼에 싸여있는 정체 불명의 여자들.
- - 성우 : 쇼우지 유이 / 김현심(1기), 정혜원, 김영은(3기)

진저 브레드(Ginger Bread)밀피오레 패밀리 제 8부대 <글리치네>의 부대장.
별칭은 '매지션스 돌'(Magicions Doll : 마술사의 인형).
마술사 복장을 하고 있으며 블랙 버전과 화이트 버전 2대가 존재한다. 블랙 버전은 랄 미르치에게 화이트 버전은 츠나에게 파괴되었다.
살육을 즐기는 잔인한 성격이며 패밀리 간의 항쟁과 멸망에는 언제나 진저가 나타났다고 한다.
- 무기
  - 라뇨. 치엘. 셀레노(Ragno. Ciel. Sereno / 淸蜘蛛) - 전신에 태양 필살염을 띠고 있는 거미 모양의 박스 병기.
- 기술
  - 빗자루 창 : 들고 있는 빗자루에서 창 비스무리한 것들을 연속적으로 발사하는 기술.
  - 태양 네트(Sola Net) : 라뇨. 치엘. 셀레노의 기술, 태양 필살염이 깃들어 있는 거미줄로 상대를 가두는 기술.
  - 성장(成長) : 라뇨. 치엘. 셀레노의 기술, 라뇨. 치엘. 셀레노의 알이 미립자 형태로 들어있는 태양 필살염의 탄을 상대에게 쏜다, 상대가 그 탄에 맞으면 맞은 부위에 빠른 속도로 라뇨 치엘 세노뇨의 알이 기생하며 진저가 손가락을 튕김과 동시에 몸속에 존재하던 무수히 많은 거미들이 상대의 신체를 찢고 부화하며 튀어나온다.

성우 - 코바야시 유미코 / 김영은
아이리스 헵번(Iris Hepbern)밀피오레 패밀리 제 12번대 <카멜리아>의 대장
짓밟힌 시체 위에 아름답게 피어나는 '요화(妖花)'라는 별명을 지녔다.
아주 풍성한 갈색 파마 머리에 하트 액세서리가 달린 금색 링 귀고리가 특징.
츠나의 완전판 X-BURNER에 의해 잠시 중상을 입고 사라졌었다가 고스트를 빈디체에서 꺼내기 위한 뱌쿠란의 사자로 다시 등장했었다.
- 무기
  - 채찍 - 구름 필살염을 깃들게 한 채찍, 이 채찍으로 사경대를 때릴 때마다 사경대는 구름 필살염의 힘으로 육체가 증강한다.
  - 사경대(死警隊) - 본래 밀피오레 패밀리 과학반의 연구자 4명이었다. 하지만 조수인 아이리스의 사랑을 얻기 위해 과학자들은 앞다투어 자신의 육체를 개조하기 시작했고 결국 그 비참한 말로는 영원히 싸우면서 아이리스의 종으로 살아가야 하는 사경대의 삶이 되고 말았다. 애니메이션 판에서는 아이리스가 과학자들의 인체 연구 데이터를 훔쳐 그걸 토대로 사경대를 만든 후 과학자들을 살해했다는 식으로 스토리가 변경되었다.
- 기술
  - 육체 강화 - 구름 필살염으로 사경대를 때려 그 채찍에 깃든 구름 필살염을 사경대에게 주입시켜 육체를 더욱 더 증강시키는 기술.
  - 머슬 스크럼(Mucle Scrum) - 사경대의 기술, 서로가 융합해 구름 필살염을 한도까지 피워올려 최강의 방어벽을 만드는 기술.

성우 - 혼다 치에코 / 김새해
바이샤나(Baishana)밀피오레 패밀리 제 7부대 <피오레 델 코토네>의 대장
살육을 좋아하고 약한 것을 죄로 여기는 중년의 남성.
아랍인 같은 분위기가 풍기며 평소에도 폭풍 필살염의 불꽃을 엔진 삼아 공중에 떠 있는 양탄자를 타고 있다.
10년 후의 료헤이와 대전하나 정작 박스병기만 강하고 본인은 아무런 힘도 없는지라 결국 육체적 강함에 밀려 료헤이에게 꼴사납게 지고 만다.
- 무기
  - 양탄자 - 4귀퉁이에 폭풍 필살염을 발화해 추진 엔진으로 사용한다.
  - 세르페. 템페스타(Serpe Tempesta / 嵐蛇) - 일본의 거대 뱀 환수인 츠치노코를 모티브로 해서 만든 뱀 모양의 박스 병기. 박스 병기 개발자인 케니히의 신작이며 다른 박스 병기를 잡아먹으면서 지능을 제외한 모든 능력치를 A클래스까지 올리는 특이한 타입.
  - 체르보. 볼란테. 템페스타(Cervo Vollante Tempesta / 嵐匣蟲) - 턱에 폭풍 필살염이 깃든 사슴벌레 모양의 박스 병기. 개량형 박스병기라고 불리며 이런 식으로 어느 한 부분만을 집중적으로 강화시킨 박스 병기는 강력한 힘을 얻게 되지만 치명적인 약점 한 군데를 지니게 된다고 한다.
- 기술
  - 폭풍 박치기 - 세르페. 템페스타의 기술, 전신의 비늘에 폭풍 필살염을 발화시켜 돌진하는 기술
  - 폭풍 몸 벽 - 세르페. 템페스타의 기술, 전신을 순식간에 신축시켜 엄청나게 길게 늘어나 상대의 앞을 가로막는 기술.
  - 체르보. 볼란테. 벨. 오토(Cervo Vollante Bell Otto / 八聯續匣蟲) - 8마리의 사슴벌레가 절묘하고 빠른 타이밍과 속도로 상대에게 돌진해 공격하는 기술. 상대의 움직임을 절묘하게 피하면서도 상대가 함부로 공격을 못할 정도로 근접하게 상대 주위를 맴돌며 공격한다.

성우 - 바론 야마자키 / 손종환
니게라 베어방클(Nigella Beabunkle)밀피오레 패밀리 제 9부대 <지라솔레> 소속.
통칭 '귀신 곰 조련사'로 알려진 인물이다.
질리오네로 시절에는 구름의 마레 링의 수호자 역할을 했었으며 코와 턱 부위에 뾰족한 가시모양 피어싱을 박았다.
같은 밀피오레이지만 화이트스펠인 바이샤나에게 결국 당한다.
- 무기
  - 앙골소. 디. 오르코(An'gorso Di Orco / 鬼熊) - 앞발에 구름 필살염이 깃든 곰 모양의 박스 병기.

성우 - 카와모토 나루 / 강호철
덴드로 키람(Dendro Chilum)밀피오레 패밀리 제 16부대 <로도덴드로>의 대장.
늘 전투의 선방에 서서 적과 함께 아군도 같이 무자비하게 꿰어버리는 일명 '아랏탁코(Arattaco / 제 1의 창)'이라는 별칭을 지녔다.
밀피오레 패밀리의 메로네 기지에 침입한 츠나 일행과 제일 먼저 만났으며 자신의 힘을 과시하기 위해 공격을 퍼부어댔지만 츠나의 X-BURNER에 의해 패배한다.
- 무기
  - 란치아. 엘렉트리카(Lancia Electrica / 번개의 창) - 4m가 넘는 크기를 지닌 거대한 창. 번개 필살염을 깃들여 파괴력과 관통력을 더욱 더 올렸다.
  - 엘렉트로. 칭걀레(Electro Chinghale / 번개 멧돼지) - 엄니에 번개 필살염이 깃든 거대 멧돼지 모양의 박스 병기.
- 기술
  - 칭걀레 스콘토로 프론탈레(Cinghaile Sconttro Protale / 저돌맹진) - 엘렉트로. 칭걀레의 기술. 엄니에 번개 필살염을 강력하게 발화하면서 상대를 향해 무서운 스피드로 돌진한다.
  - 코르포. 엘렉트로. 쇼크(Colppo Electro Shock / 전격 찌르기) - 란치아 엘렉트리카로 상대를 빠르게 찌르는 기술
  - 돕피오. 코르노. 란치아(Doppip Corno Lanccia / 제 2의 창) - 코르포 엘렉트로 쇼크를 날린 후 바로 엘렉트로 칭걀레가 돌진하는 기술.
  - 트리플로. 엘렉트로. 란치아(Triplo Electro Lnccia / 제 3의 창) - 자신이 엘렉트로 칭걀레위에 올라탄 후, 돌진해 란치아 엘렉트리카와 일렉트로 칭걀레의 두 엄니를 이용해 상대를 공격하는 기술, 덴드로의 별칭인 아랏탁코는 이 기술에서 비롯되었다.

성우 - 이시이 코지 / 박만영
올게르트(Olgert)밀피오레 패밀리 가짜 6조화인 질의 시종이자 집사.
벨과 질이 어렸을 때, 두 사람을 보필하고 시중들던 집사이며 벨이 질과 함께 성에 있던 자신의 가족과 고용인들을 전부 다 말살했을 때 홀로 살아남았다.
그 후 뱌쿠란이 자신의 능력으로 되살려낸 질을 곁에서 보필하게 된다.
질에 대한 충성심이 강하며, 질만이 진짜 왕이 될 왕자라고 생각하고 끝까지 따른다. 하지만 결국, XANXUS의 공격에 의해 소멸한다.
- 무기
  - 비 속성의 링
  - 펠리카노. 디. 피오자(Pellicano Di Pioggia)
  - 엘레팡테. 포르테. 피오자(Elephante Porte Pioggia)
- 기술
  - 주수
  - 펠리컨 방어
  - 마르텔로. 델라. 테라
  - 엘레팡테. 트리플리체
  - 돕피오. 마르텔로

## 시몬 패밀리(Simon Fagmilia)
봉고레 패밀리와 깊은 인연을 맺은 형제 패밀리. 츠나 일행이 미래에서 아르꼬발레노의 오의로 인해 돌아올 때 생긴 시공 진동에 의한 지진으로 인해 지진 안정 구역인 나미모리 중학교에 10대 패밀리들이 전학왔다. D. 스페이드의 계략으로 인해 봉고레 프리모 사이와 초대 시몬인 시몬 코자토와의 관계가 어긋남과 동시에 현대에 이르러 10대 패밀리의 가족 전원이 사망하는 참극이 발생. 그로 인해 10대 패밀리들은 봉고레를 뼛속깊이 증오하게 되나 성지에서의 전투로 인해 그 오해는 풀렸다. 현재는 봉고레와 돈독한 우정을 맺고 있는 중.
코자토 엔마(古里炎真)츠나의 반에 전학 온 학생, 시몬 패밀리 10대 보스.
심홍색이 감도는 주황색의 축 늘어진 머리와 역시 같은 색깔의 눈동자에 십자 무늬가 있는 칙칙한 분위기의 소년.
말도 제대로 못하고 늘 얻어 맞고 사는지 얼굴에는 상처와 반창고가 가득하다.
시몬 링을 지니고 있으며 츠나가 손을 잡을 때 봉고레 링과 그 링이 공명 현상을 나타냈다.
우울, 어두컴컴, 내성적, 소심 등등 온갖 수식어는 다 갖다붙여도 될 만큼 왕따 타입이다. 그러나 봉고레 10대 계승식을 방해해온 장본인이었다. 계승식 전날, 츠나를 시험해보는 마지막 기회를 주었으나 이핀과 람보의 실수로 인해 츠나를 오해, 결국 계승식에서 죄(罪)를 훔쳐서 대지의 필살염의 무시무시한 힘을 선보이며 츠나와 수호자들을 처참하게 짓밟고 봉고레 링을 완전히 박살낸 후 유유히 사라진다. 그 후 태평양에 있는 시몬의 성지에서, 새롭게 업그레이드 된 봉고레 기어로 다시 무장한 츠나와 빈디체 수감을 대가로 다시 한 번 운명적인 전투를 실시하려 한다.
Shitt. P!가 패배하자 동료들을 서서히 잃어가는 울분을 참지 못하고 나타나 츠나와 전투를 벌인다. 뭔가 오해가 있는 듯 자신의 가족을 모조리 죽인것이 츠나의 아버지, 사와다 이에미츠라고 믿고 있다. 하지만 그것은 D. 스페이드의 거짓말이었으며 결국 진실을 깨닫고는 최후엔 츠나와 함께 스페이드를 물리친다. 후에 진실을 깨닫고는 프리모 때부터 이어지던 우정을 완전히 회복했다.
- 무기
  - 대지의 시몬 링
- 기술
  - 시몬 링 각성
  - 중력 조종 - 엔마가 가진 대지의 힘들 중 하나. 물체를 자유자재로 이동시키거나 눌러 공격한다. 땅덩어리를 중력을 조종하여 일으켜 상대에게 날리기도 한다.
  - 체술 - 츠나와 호각으로 싸울 정도의 체술을 지녔다. 츠나와 같이 글러브에 불꽃을 일으켜서 비행 가능.
  - 그라비타 델라 테라(Gravita Della Terra / 땅의 중력) - 대지의 시몬 링이 지닌 본질적인 힘, 행성과 같은 형태를 한 거대한 구체들을 날린다. 이 구체 하나하나가 한 행성급의 중력을 띠고 있으며, 상대는 이 중력으로 인해 마음대로 움직이는 것이 불가능해진다.
  - 수페르 그라비타 블랙홀(Super Gravita Blackhole) - 그라비타 델라 테라의 연속기. 그라비타 델라 테라로 만든 행성을 폭파시켜 그 자리에 무한한 중력의 구멍인 블랙홀을 만들어 상대를 빨아들여 소멸시킨다. 블랙홀로 상대를 잡아두기도 함.

스즈키 아델하이트(鈴木アーデルハイト)시몬 패밀리 빙하의 수호자.
전학을 오자마자 갑자기 히바리의 영역(?)인 응접실에 쳐들어와 풍기위원회의 권리를 자신의 숙청위원회가 양도받겠다고 선언한 당돌한 학생. 중3에 어울리지 않는 성숙한 매력을 풍기는 여학생으로 과거 히바리와는 아주 살벌한 대립구도를 이뤘던 적도 있다.
시몬 패밀리에 대해 엄청난 열정을 가지고 있으며, 그녀가 있기에 시몬이 현재 10대로 부활했으며 시몬 패밀리에 없어서는 안될 인물. 차갑고 냉철한 성격과 동시에 그 누구보다도 따스하고 열정적인 감정을 지닌 여장부.
엔마를 보좌하며 시몬 패밀리 수호자들의 실질적인 리더 자리를 맡고 있다.
성지에서 히바리와 전투. 결국 패배했다.
쥴리를 좋아하고 있었으나, D. 스페이드가 나타나서 계승식 전 부터의 쥴리가 스페이드의 위장이었다는 것과 시몬이 단지 스페이드의 이용수단이었음을 말하자 충격을 받는다. 모든 사실을 알고 봉고레에게 용서를 빌며 엔마를 구해달라는 말을 남기고 빈디체에 투옥된다.
후에 스페이드를 물리치고, 빈디체에서 출소. 현재는 나미모리 중학교 선도부 위원장 대리를 맡고 있다.
- 무기
  - 빙하의 시몬 링
  - 부채(扇) - 넓적다리의 스타킹 안쪽에 강철의 부채를 꺼내 공격한다. 각성 전에 사용했던 무기.
  - 검(劍) - 시몬 링 각성시 장착하는 양손 장착형 검. 날의 길이 및 각도 조절이 가능하며, 이것을 이용해 공격한다.
  - 다이아몬드 캐슬(Diamond Castle / 金强珹砦) - 폭포 등의 대량의 물을 빙하의 필살염을 이용해 얼려 만들어낸 성 모양의 거대한 빙산 방어막. 무로 디페쟈 인빈치빌레를 전개할 수 있다. 또한 성벽 주위에서 얼음덩어리를 솟아내거나 날려서 적을 접근하지 못하게 한다.
  - 블리자드 로이드(Blizarrd Roid / 氷人形) - 방어막에 들어가 상대의 공격을 막는 동안의 공격을 위해 물에서 수백의 얼음인형을 만들어 낸다. 마치 아델하이트의 형상을 한 이 얼음인형들은 제각각이 아델하이트와 같은 격투능력을 소유하고 있다. 그 수는 무한하며, 물만 존재한다면 계속해서 만들어내 공격할 수 있다.
- 기술
  - 시몬 링 각성
  - 빙하(氷河) - 빙하의 결정들을 이용해 공격하는 기술. 빙하를 날리거나 땅속에서 발생시켜 상대를 공격한다.
  - 동결(凍結) - 손에서 빙하의 필살염을 발화해 빙하의 필살염에 맞은 물체를 순식간에 얼리는 기술.
  - 무로. 디페쟈. 인빈치빌레(Moolo Difesa Invinserble / 무적의 방어벽) - 다이아몬드 캐슬의 성벽은 빙하의 불꽃으로 코팅하여 어떤 공격도 통과시키지 않는다. 특히 불꽃의 힘에 대해서는 동결의 힘으로 츠나의 X. BURNER급의 공격도 무리없이 물리칠수 있다.
  - 그루포. 아타코. 인빈치빌레(Groopo Attaco Invinserble / 무적의 집단맹공) - 얼음인형 다수가 적에게 동시에 달려들어 무차별 공격을 가하는 기술이다.

Shitt-P!(싯트. 피)시몬 패밀리 늪의 수호자.
인간처럼 보이진 않으나 인간은 맞으며 심지어 성별은 여성.
항상 휘황찬란한 옷차림을 하고 다닌다. 명상을 하는 버릇도 있음.
자신을 싯토-피짱~!이라고 부르지 않으면 얘기도 하지 않고 이상한 수식어만 늘어놓지만 싯토피-짱~!이라고 제대로 불러주면 정말로 정상적이고 싹싹한 말투로 돌변, 예의 바르게 대화도 한다.
몸에 두른 튜브같은 풍선으로 둥둥 떠다니고 있으며 언제나 독특한 자기만의 사고방식을 고수한다.
시몬을 사랑하고 수호자로써의 긍지도 확실하지만 본인은 남을 위해서가 아닌 자기 자신을 더 사랑하고 아끼는 것을 선호하며, 그로 인해 하나부터 열까지 츠나를 위해서만 행동하려는 고쿠데라의 모습을 신기하게 여긴다.
고쿠데라에게 패배해 빈디체에 투옥, 후에 D. 스페이드와의 싸움이 끝난 후 빈디체에서 출소했다. 그 후로는 고쿠데라를 미확인 생명체처럼 신기하게 여기며 세세히 관찰 중이다.
- 무기
  - 늪의 시몬 링
  - 가시 발톱 - 시몬 링 각성시 사용하는 무기. 거대한 가시발톱 8개를 등판을 이용해 몸에 장착한다. 이 발톱 끝에서는 늪의 필살염이 자유자재로 발사되어 상대의 공격조차 무기질을 발효시켜 상쇄가 가능하다.
- 기술
  - 시몬 링 각성
  - 피앙마 벌룬(Fiamma Balloon / 불꽃 풍선) - SHITT.P!가 고쿠데라와의 대결에서 승패를 가르기 위해 준비한 도구, UFO 비스무리한 기계로 이루어져 있으며 그 기계에 필살염을 주입하면 기계 주위에 필살염으로 이루어진 얇은 풍선 막이 생겨 둥실둥실 떠오르게 된다. 이 풍선들은 사용자가 아무리 격하게 움직여도 사용자 주위 1m 허공에 머물러 있으며 SHITT.P!는 이 풍선 2개를 5분 안에 전부 다 터뜨리는 쪽이 승리, 5분을 넘기게 되면 무승부라는 룰을 내걸었다.
  - 발효(醱酵) - 늪의 필살염을 발화해 상대에 들러붙어 시간을 끄는 사이 바닥을 발효시켜 상대를 늪에 빠트리는 기술. 혹은 가시발톱 끝에서 필살염을 발사해 공격을 아예 녹여버리기도 한다.

미즈노 카오루(水野薫)시몬 패밀리 강의 수호자.
학생이라고는 생각되지 않을 정도로 얼굴이 늙었으며 또 중학생 같지 않은 단단하고 우람한 근육질의 몸을 소유하고 있다.
험상궂어 보이는 겉모습과는 달리 성격은 매우 조용한 듯 하며, 친근하게 다가오는 야마모토에게 아주 조용한 목소리로 대답을 하는 등, 굉장히 말이 없다. 실제로 성격도 굉장히 부끄럼쟁이이며 야마모토와 야구연습을 할 때에도 사람이 쳐다본다는 이유로 공을 던지지 못했다, 하지만 공을 던지면 엄청난 파워가 나온다.
자신이 가진 시몬 패밀리의 링과 봉고레 엠블럼에 가위표가 그려져 있는 쪽지를 본 야마모토를 갑자기 무차별적으로 공격해 중상을 입혔으며 그 역시 계승식에서 봉고레 패밀리를 공격한다. 히바리와 아델하이트의 전투가 끝나고 스페이드의 충격적인 진실이 드러나자 분노해 그를 공격한다. 그러나 그의 반격으로 치명상을 입고 살해당하기 직전, 타케시의 원조로 목숨을 구한다.
그 후 스페이드의 급습으로 위험해진 타케시를 자기 몸으로 구하고는, 그의 긍지가 꺾여 빈디체 끌려간다. 후에 싸움이 끝난 후 빈디체에서 출소. 야마모토와 같이 야구부에서 활동한다.
- 무기
  - 강의 시몬 링
- 기술
  - 시몬 링 각성

아오바 코요우(青葉紅葉)시몬 패밀리 숲의 수호자.
진한 녹색의 부드러운 머리칼을 단정하게 다듬고 안경을 쓴 깔끔하고 수려한 외모와는 달리, 지능 지수는 료헤이만한 바보.
사사건건 료헤이와 유치원생 저리가라 할 정도의 유치찬란한 말싸움을 벌인다.
료헤이와 라이벌 관계를 그리고 있었지만 그 역시 계승식에서 봉고레 패밀리를 공격한다.
식물을 조종하는 숲의 필살염을 사용하며, 료헤이와 일대일 복싱 승부를 벌여 압도적 우위의 실력을 펼친다. 하지만 봉고레 기어를 풀 파워로 개방한 료헤이의 일격에 쓰러지고 료헤이와 같이 빈디체에 끌려가 투옥된다.
후에 싸움이 끝난 후 빈디체에서 출소한다.
- 무기
  - 숲의 시몬 링
  - 킬러 스팟(Killer Spot) : 본래 코요우의 시력은 인간을 초월한 어마어마한 경지의 시력으로 코요우 본인이 아무것도 보이지 않도록 세팅한 안경으로 그것을 억제하고 있었다. 벗으면 보통의 일반인 수준으로 끌어내렸던 인간 초월의 시력을 다시 끌어내며 어찌나 시력이 좋은지 사람이 움직이는 흐름이나 호흡의 타이밍, 몸 중심의 이동, 심지어 근육의 수축이나 혈액의 흐름, 세포의 움직임까지 볼 수 있을 정도. 하지만 인간의 힘을 뛰어넘은 시력이다 보니 엄청난 양의 정보를 한꺼번에 뇌에 흘려보내는 탓에 눈과 뇌에 엄청난 무리를 주게 되며 코요우 본인이 시력을 억제한 것도 이 때문.
  - 글러브와 아머 : 시몬 링 각성시 나타나는 철제형 무기. 이를 이용해 공격한다.
- 기술
  - 시몬 링 각성
  - 숲의 필살염 - 숲의 필살염은 마치 잘 다듬어진 날카로운 나뭇잎 같은 예리함을 지녔기 때문에 칼처럼 베는 효과를 지닌다. 이런 성질은 번개의 필살염과 유사한 성질처럼 보인다.
  - 나뭇잎 칼바람 - 코요우 본인이 가진 힘이며, 이 나뭇잎들은 상대에게 나부끼면서 마치 칼처럼 상대를 벤다.
  - 가시덤불 - 료헤이와의 경기를 위해 코요우가 본인의 힘으로 생성한 경기장, 커다란 여러 줄기의 가시줄기에서 또 가느다란 가시 덤불이 자라나 마치 철조망으로 이루어진 가시 경기장을 연상시킨다.
  - 킬러 스팟(Killer Spot) - 코요우의 초인적인 시력을 이용해 전신의 혈류와 근육 운동으로 인해 생기는 육체의 뒤틀림점인 <킬러 스팟>을 찾아내 공격하는 기술, 전신의 피로와 데미지가 전부 다 집중되는 킬러 스팟은 살짝만 공격해도 적에게 치명상을 입힐 수가 있다. 하지만 초 시력의 부작용으로 오래 사용하는 것은 불가능.

카토 쥴리(加藤ジーュリ)시몬 패밀리 사막의 수호자.
방탕하고 자유로우며 억압받기 싫어하는 기분파. 여자를 밝히는 호색한이다.
D. 스페이드에게 빙의당해 스페이드의 계략에 놀아났지만 무쿠로와의 싸움에서 스페이드의 빙의가 풀려 원래 모습으로 돌아온다.
아델하이트와는 연인관계.
- 무기
  - 사막의 시몬 링
- 기술
  - 시몬 링 각성

오오야마 라우지(大山らうじ)시몬 패밀리 산의 수호자.
7명의 전학생 중 가장 덩치가 크고 뚱뚱하며 조폭 저리 가라 할 정도로 험상궂게 생겼다.
아주 무시무시해 보이는 생김새와는 달리 성격은 굉장히 순한 듯 하다. 귀에 황록색의 이어폰을 끼고 있으며 손에는 언제나 포테이토 칩을 들고 있다.
이상하게 람보를 람보 씨라고 부르면서 잘 따른다.
토끼를 이용해 람보를 자신의 필드인 지하 동굴로 유인해 전투를 시작. 람보와는 마음이 잘 맞는 것으로 보였지만 전투가 시작되자 180도 태도를 바꿔 비정한 면모를 보이며 람보를 죽일 기세로 공격한다. 하지만 10년후 람보에게 패하여 빈디체에 끌려가 투옥된다.
후에 싸움이 끝난 후 빈디체에서 출소, 람보와는 좋은 놀이상대가 돼주고 있다.
- 무기
  - 산의 시몬 링
  - 전신 아머 : 시몬 링 각성시 나타나는 전신 갑옷.
- 기술
  - 시몬 링 각성
  - 바위의 뿔 - 산의 필살염으로 발생시킨 암석으로 형성시킨 턱의 뿔을 장착한다. 이의 형상은 마치 사슴벌레같으며 강력한 힘과 엄청난 파괴력을 가지고 있다.
  - 소형 바위산 - 경기장에서 떨어지면 진다는 룰을 극복하기 위해 람보의 뿔에 밀려나지 않도록 산의 필살염을 땅에 침투시켜 동조, 토사를 조종하여 소형의 바위산을 자신의 등 뒤에 생성하는 기술이다.

## 그 외의 인물
사와다 나나(츠나 마망)
츠나의 어머니이자 가정주부. 리본을 가정교사로 불러들여 츠나와 리본 사이의 인연을 맺게 해 준 장본인이기도 하다. 후에 람보, 이핀, 비앙키 등이 자기 집에서 지내도 전혀 불평없이 좋아할 정도로 마음이 넓은 편이나 멍한 성격도 갖고 있다. 남편과 아들이 봉고레 조직에 속해있다는 것을 모르고 있는 듯 하다.
- 성우 - 후카미 리카 / 신영애

야마모토 츠요시
야마모토의 아버지로 초밥집을 운영하고 있지만 본래는 살인 검술(劍術) 시구레소엔류의 8대째 계승자로, 그에 걸맞은 검실력을 소유하고 있는 것으로 알려졌으며, 야마모토에게 시구레소엔류를 계승한다. 아버지면에서는 자식을 사랑하는 마음이 강하며 사람에게 물건 대접하는 것을 좋아한다.
- 성우 - 마츠야마 타카시

미우라 하루요시
미우라 하루의 아버지. 대학교수이며 대학에서 수학을 가르치고 있다.
리본이 변장한 모습 중 하나인 '보린박사'를 존경하고 있다.
쿠로카와 하나(黑川花)
나미모리 학교에 다니는 학생으로 쿄코의 친구인 여학생. 아직 어리지만 어른스러운 면이 깊고 아이들을 극도로 싫어하며 까칠한 성격을 갖고있다. 매우 눈치가 빠르고 상황파악을 잘한다. 10년 후에도 나미모리 마을에 머무르며 쿄코의 친구로 남아있다. 참고로 미래에서는 쿄코와 하루에게 속옷과 이것저것 짐을 챙겨주며 친절한 태도를 보인다.
- 성우 - 오오타니 미키 / 김보영

닥터 샤멀(Dr. Shamal)
직업상 의사로 여자를 좋아하고 밝히는 성격이지만 본래 정체는 '트라이던트 샤멀' 이라 불리는 살인 청부업자이다. 과거에 고쿠데라(10대 폭풍의 수호자)를 가르치던 선생이었지만, 고쿠데라가 다치면서까지 싸워서 돌아오자 선생을 그만 둔다. 바리아전에서 바리아 퀄리티 후보였다는 사실도 밝혀진다.
- 무기
  - 트라이던트 모스키토 :

666종류의 불치의 병원균을 가진 모기로 이를 통해 적을 병사(病死)시키는 능력이 있다.
- 성우 - 카츠야 / 이상범

비앙키
이탈리아에서 온 살인청부업자 중 한명으로, 상당히 미인인 여성이다. 사랑하는 리본을 따라 이탈리아에서 일본으로 건너왔다. 봉고레의 <폭풍의 수호자>인 고쿠데라의 이복 누나이다. 어떤 요리든 맹독을 가진 죽음의 요리로 만드는 천재적인 재능을 갖춰 그 재능을 이용해 <포이즌 쿠킹>이라는 요리 기술을 탄생시킨다. 냉정하고 어떤 면으로 보면 가히 독살스럽게도 보이지만 여자아이들에게는 잘 챙겨주고 남동생인 하야토를 격려해주고 걱정하는 등 따뜻한 마음도 가지고 있다. 리본의 4번째 정부로, 리본을 좋아하고 있기 때문에 리본에 관한 것이라면 사족을 못 쓴다.
- 무기
  - 각종 포이즌 쿠킹
  - 스콜피오네. 디. 템페스타(Scolpione Di Tempesta / 폭풍의 전갈) - 여러 마리의 전갈이 들어 있는 폭풍의 박스 병기, 이 전갈들은 전신에 폭풍 필살염이 깃들어 있으며 꼬리의 독침에서 폭풍 필살염을 포탄처럼 쏠 수 있다.
- 성우 : 다나카 리에 / 한채언

이핀(I-pin)중국에서 온 무술을 쓰는 어린 살인청부업자.변발에 중국 의상을 입고 있는 꼬마로 타고난 킬러 솜씨를 지녔다.(후타의 랭킹에 의하면, 장래가 유망한 히트맨 3위이다.)
얼핏 겉으로 봐서는 여자인지 남자인지 구분이 안갈정도지만 실은 어린 여자아이이다.아르꼬발레노 폰의 제자 중 한명으로, 심각한 근시이기 때문에 처음에 츠나를 살인타겟으로 오해해 공격하는 실수를 저지르기도 한다. 하지만 후에 자신의 실력의 부족함을 깨닫고 현재 사와다 츠나요시의 집에서 거주하면서 무술수련중이다.스승님과 얼굴이 닮은(?) 히바리를 보고 반했다. 히바리를 보면 부끄러울 정도로 얼굴이 붉어지며 폭발한다.
- 무기
  - 교자권 - 중국 만두인 교자를 먹고 그 만두안에 있는 마늘 엑기스를 주먹에 실어 상대에게 발사한다. 그 엑기스가 상대의 뇌 속으로 침투해 신경계를 마비시키며 상대는 이핀의 손동작에 의해 움직임이 조종당한다.
  - 핀수시한폭탄 - 이핀의 부끄러움이 절정에 달했을 때 스스로 자기가 자폭하는 기술.
- 기술
  - 백(百). 발(發). 중(中) <고삼원>(高三元) : 상대의 어깨에 전신을 걸친 후 다리와 팔을 이용해 목을 잡아 부러뜨리는 기술

- 성우 : 챵 리메이 / 김현지

후타 델레 스텔레(Futa delle Stelle)통칭 후타로 불린다. 자칭 마피아세계에서 <랭킹소년>이라고 불리며 저 멀리 우주에 떨어져 있는 랭킹별과 교신한다고 한다. 얼핏 생각해보면 터무니없는 소리지만 후타의 랭킹능력은 항상 정확하게 맞아떨어진다. 하지만 중간에 난입한 고쿠요 멤버들에게 납치당하고 세뇌를 당해 무쿠로에게 조종당했으나 츠나의 초 직감으로 세뇌가 풀려 다시 돌아온다. 그렇지만 랭킹능력을 잃어버리고만다. 10년 후에는 어마어마하게 성장해 청년미가 물씬 풍기는 모습을 보여준다.
- 성우 : 샨페이 유코 / 안현서 & 강호철(10년 후 후타)

사사가와 쿄코(笹川京子/채이)
나미모리 중학교에 다니는 츠나가 짝사랑하는 여학생. 복싱부 주장인 사사가와 료헤이의 여동생으로 반 아이들이 모두 알고 있는데도 정작 쿄코 본인은 눈치를 채지 못할정도로 둔하다. 필살탄 모드의 츠나에게 고백을 받고는 처음에는 무서워서 도망을 가버렸지만, 뭔가
모치다 켄스케와 쿄코를 사이에 두고 대결하여 승리한 이후에는, 처음에는 별로 관심도 없었던 츠나를 뭔가 "대단한 사람"이라고 인식하며
관심을 가지게 되었다.10년 후에는 머리가 긴 청순한 아가씨로 등장하며 사와다 츠나요시와는 특별한 관계에 있게 되었던지,츠나를 "츳군"이라고 부른다.
- 성우 : 이나무라 유우나 / 이지영

미우라 하루(三浦ハル/하루)
츠나의 이웃집에 사는 소녀로 엘리트 여학교인 미도리 중학교에 다닌다. 연적이자 친구인 사사가와 쿄코와는 여러모로 죽이 잘 맞는 단짝이다. 처음에는 리본에게 호감을 가진 것을 계기로 따라다니다가,츠나에게 적대감을 가지게 되었지만, 고쿠데라가 다이너마이트를 던지는 바람에 강에 빠져서 위기에 처했을때, 필살탄에 맞은 츠나가 구해주면서 이를 계기로 츠나를 짝사랑하게 된 소녀.어린아이를 좋아하기 때문에 람보,이핀등과 잘 놀아준다.10년 후에는 단발머리의 다소 성숙해진 아가씨로 등장한다.
- 성우 : 요시다 히토미 / 이용신

쿠사카베 테츠야(草壁哲矢)
나미모리 중학교 풍기위원 부위원장. 풍기위원장인 히바리를 보좌하고 있으며 입에 항상 풀을 물고 있는 것이 특징. 히바리를 존경하며 그를 인정하는 사람에게는 호의적인 태도를 보인다. 흑산중 때 치쿠,켄에게 당하여 병원에 입원했었고 10년 후에도 히바리를 보좌하고 있었다. 리젠트형 헤어스타일을 가진 것이 특징.
- 성우 - 타카기 슌 / 김영찬

빈디체(復酬者)
마피아계의 규칙의 수호자이자 범죄(犯罪)를 짓게 된 마피아들을 수감 및 옥살이를 시키거나 처벌을 하는 역할을 하며 간수 역할을 하는 감시자들은 검은 챙모자에 검은 코트를 걸치고 있고 얼굴은 붕대로 감겨있는 모습을 보이고 있다. 한때 무쿠로가 10년 동안 옥살이를 했던 곳이었으며 무쿠로는 과거 에스트라네오 패밀리 멤버들을 살해했던 경험이 있는데다 한때 츠나의 몸을 빼앗으려 하다가 츠나와의 싸움에서 패한 뒤 탈옥죄가 추가되어 다시 옥살이를 하게 되었는데 이후로는 최하층의 수중감옥에 수감되기도 했다. 밀피오레의 리얼 6조화(眞六弔花) 중에서도 고스트(GHOST)가 한때 옥살이를 한 적이 있으나 백란의 도움으로 풀려났다. 계승식 편에서 시몬의 성지에서 만난 두 패밀리, 봉고레와 시몬의 결투 결과를 판단해 패자를 감옥에 끌고 가겠다고 한다.그들의 정체는 버뮤다에 의해 살아난 전대의 아르꼬발레노이다.
빈디체에는 예거를 비롯해 많은 조직원이 있다.
엘레나
대공의 딸로 데이몬 스페이드와는 사랑하는 관계에 있는 연인. 프리모와 아는 사이였으며,프리모를 데이몬에게 소개해 준 이후로, 데이몬을 자신이 속한 봉고레 패밀리에 영입한다. 하지만 그 이후에 적의 습격을 받아서 봉고레를 부탁한다는 말을 남기고는 데이몬의 품에서 숨을 거둔다.
라비나
고쿠데라 하야토의 생모. 한때 미인이자 잘나가는 피아니스트였으며, 마피아보스였던 비앙키의 아버지가 첫눈에 반한 것을 계기로 그녀에게 청혼해 교제에 성공하여 하야토를 낳았으나 마피아 세계에서는 정실부인의 자녀만이 인정을 받는다는 이유로 낳자마자 강제로 친아들인 고쿠데라와 거의 떨어져서 살게 되었다.친아들인 하야토를 일 년에 3번정도 밖에 만날수가 없게 되었다.유일하게 만나는 것이 허락된 아들의 3번째 생일날 아들을 만나러 생일선물을 싣고 차를 끌고 가던중, 의문의 교통사고를 당해서 사망했다.
체커페이스
아르꼬발레노를 만든 장본인으로 지팡이에 철모자를 눌러쓴 정체불명의 남자.
능력도 정체도 모두 불명이다.아르꼬발레노를 6명으로 줄이기 위해서, 대리전쟁을 열어 최종 우승한 팀의 저주를 풀어주겠다고 제안한다.
그는 카와히라이기도 하며 유니와 같은 종족으로서 트리니셋테의 관리수호자이다.
오노미치
체커페이스의 부하. 대리전쟁에서 직접 츠나네 앞에서 모습을 드러내 체커페이스의 대리인 역할을 하고 있다.
마찬가지로 모자를 눌러쓰고 있다.

## 아르꼬발레노 (アルコバレノ/arcobaleno )
이탈리아어로 무지개를 뜻하는 단어인 아르꼬발레노(arcobaleno). 작품속에서는 마피아 세계의 최강이라고 칭송받는 7인의 저주받은 아기들을 총칭하는 말이다. 그들은 원래는 평범한 인간들이었으나 이 세계를 창조한 보물인 트리니셋테를 지키는 것을 사명으로 트리니셋테의 한 축인 7 속성의 쪽쪽이와 동화한 것이라고 이리에 쇼이치(슈)는 말했다. 아직까지 그 저주가 무슨 저주이고 어떻게 되어서 저주를 받아들이게 되었는지는 의문에 싸여 있다. 다른 이름으로 선택받은 7인(Ei. Ppresheltti. Sete / 이. 프레셀티. 세테)라고도 불린다.
폰(風)
쪽쪽이 - 빨강(Red)
속성 - 폭풍(嵐)
이름 뜻 - 바람
칭호 - 최강의 무도가
성우 - 콘도 타카시 / 김영선
빨간색 쪽쪽이를 수호하는 폭풍의 아르꼬발레노.
중국 무술 대회에선 3년 연속 챔피언을 누릴 정도의 무술 실력은 가히 신의 경지로 봐도 무관, 재아무리 빠른 공격도 맨손으로 상처없이 막아낸다고 한다.
히바리랑 너무나도 똑같은 생김새 때문에 이핀이 히바리를 볼 때마다 부끄러움에 어쩔 줄 모르고 반해서 핀수시한폭탄을 발동하는 일이 다반사.
항간에서는 히바리의 할아버지라는 설도 있다.(물론 유머)
루체(Luce) / 아리아(Aria) / 유니(Uni)
쪽쪽이 - 주황(Orange)
속성 - 하늘(大空)
이름 뜻 - 빛 / 공기 / 조합
칭호 - 예언자이자 무녀인 성녀(聖女)
성우 - 유야 아츠코 / 박리나
주황색 쪽쪽이를 수호하는 하늘의 아르꼬발레노이자 아르꼬발레노의 보스
초대 하늘의 아르꼬발레노이자 질리오네로 패밀리 보스인 루체의 뒤를 이어 대대로 질리오네로 패밀리 보스에게는 힘이 전해진다. 아르꼬발레노의 초기 때는 루체가 맡고 있었으며, 현대에 와서 딸인 아리아가 질리오네로 패밀리 보스 자리와 함께 물려받았고 미래에는 아리아의 딸인 유니가 물려받았다. 미래에서 유니가 자신의 오의를 이용해 마레 링을 봉인함으로써 사라지고 현재의 유니가 아리아의 뒤를 이어 물려받은 상태.
예언의 힘을 지니고 있으며 모든 것을 포용하는 하늘이라는 칭호처럼 넓고 자애로운 마음씨를 가졌다. 루체는 리본과는 연인 사이였던 듯.
다른 아르꼬발레노들과는 달리 하늘의 아르꼬발레노에게는 또 하나의 저주가 걸려있는데 그것은 바로 단명(短命)이다.
리본(Reborn)
쪽쪽이 - 노랑(Yellow)
속성 - 태양(淸)
이름 뜻 - 부활
칭호 - 세계 최강의 히트맨이자 가정교사
성우 - 니코, 나리타 켄(10년 후) / 김서영, 김승준(10년 후)
노란색 쪽쪽이를 수호하는 태양의 아르꼬발레노.
이름있는 학식을 지녔으며 세계 여러 곳에서 가명으로 보린이라는 이름으로 박사 학위를 딴 적도 있다.
독심술이 가능하고, 동물의 말을 알아들을 수 있으며, 무술 실력도 수준급인 세계 초 일류 히트맨
에스프레소 커피를 좋아한다.
차기 봉고레 10세인 츠나를 교육시키기 위해 이탈리아에서 일본으로 왔으며 가정교사 히트맨 리본의 명실상부한 주인공.
베르데(Verde)
쪽쪽이 - 초록(Green)
속성 - 번개(雷)
이름 뜻 - 녹색
칭호 - 레오나르도 다 빈치의 재래라 불리는 천재 과학자.
성우 - 코우노 마사히로 / 최지훈
초록색 쪽쪽이를 수호하는 번개의 아르꼬발레노.
과학 지식이나 실험 능력은 세계 최고. 아르꼬발레노이지만 아르꼬발레노의 사명이나 운명에 대해선 일체 관심이 없다.
이 세상의 모든 만물을 자신의 실험재료로 여기고 있으며, 자신의 지식욕을 충족시키기 위해서라면 무슨 짓이라도 다 한다. 그로 인해 봉고레 링에 대한 연구를 위해 츠나를 암살하려고 킬러를 보낸 적도 있다. 그 광적인 집착과 삐뚤어진 성격으로 인해 다른 이들은 모두 천재라고 칭송하는 한편, 매드 사이언티스트(Mad Sicentist)라고 꺼려하기도 한다.
코로네로(Colonnello)
쪽쪽이 - 파랑(Blue)
속성 - 비(雨)
이름 뜻 - 대령
칭호 - 호쾌, 당돌한 군인 사령관
성우 - 나카무라 다이스케 / 전광주
파란색 쪽쪽이를 수호하는 비의 아르꼬발레노.
군사 조직인 COMSBIN의 사령관이며 랄 미르치의 제자, 혼자서 마피아 200명을 격추시킨 실력자이다.
무기 조작 능력은 세계 최고 수준이며 무술 실력도 리본과 비교해서 절대 뒤지지 않는다.
침착하고 냉정하지만 의외로 호쾌하고 당돌한 성격도 가지고 있다. 랄 미르치와는 은근 연인 관계를 그리고 있다.
바이퍼(Viper)
쪽쪽이 - 남색(Indigo)
속성 - 안개(霧)
이름 뜻 - 독사
칭호 - 환술사이자 부유능력을 지닌 에스퍼
성우 - 시시도 루미 / 이소은
남색 쪽쪽이를 수호하는 안개의 아르꼬발레노.
현재는 마몬(Mammon)이라는 가명으로 활동 중이며, 봉고레 독립 암살부대인 바리아의 안개의 수호자.
성별은 불명(항상 망토를 쓰고 망토에 달린 모자까지 쓰고 있기 때문)
최고의 사이킥을 구사하는 에스퍼(Esper / 초능력자)이며 그 초능력 에너지를 이용해 환술, 사이코키네시스, 염동력, 투시, 미래예지 등 여러 초능력을 발휘한다.
돈이라면 사족을 못 쓰며 모든 일을 돈으로 계산하는 탁월한 능력이 있다. 돈을 모으는 이유는 아르꼬발레노의 저주에서 벗어나기 위해서.
스컬(Skull)
쪽쪽이 - 보라(Violet)
속성 - 구름(雲)
이름 뜻 - 해골
칭호 - 지옥에서 돌아온 남자라 불리는 세계 최강의 스턴트맨
성우 - 야나기하라 테츠야 / 김보영
보라색 쪽쪽이를 수호하는 구름의 아르꼬발레노.
칼카사 패밀리의 군사를 맡고 있으며 과거에 세계 초 일류의 스턴트맨을 하고 있었다.
그 엄청난 육체 능력과 스턴트맨 솜씨를 본 사람들은 그를 '지옥에서 온 사나이'라고 칭송한다. 사신에게 미움을 받아 불사신의 육체를 소유하고 있다고 한다.
하지만 다른 아르꼬발레노들에게 무시당하고 늘 시종으로 부려먹히는 인생을 살고 있다.
랄 미르치(Ral Mirci)
쪽쪽이 - 회색(Gray)
속성 - 안개,비,구름( 미래편 참조 )
이름 뜻 - 불명
칭호 - 없음
성우 - 스즈키 마사미 / 김선혜
회색 쪽쪽이를 가지고 있는 실패한 아르꼬발레노.
봉고레의 외부고문인 'CEDEF'에 소속되어 있으며 무뚝뚝하고 엄한 성격을 지녔다.
원래 파랑 쪽쪽이를 받을 예정이었지만 그녀 대신 저주를 받은 코로네로에게 파랑 쪽쪽이가 넘어가고 대신 회색의 불완전한 쪽쪽이를 받았다.
코로네로의 교관(스승)으로 코로네로를 좋아하는듯 하다.
얼굴의 흉터는 불완전한 저주의 산물. 불완전하게 저주에 걸린 탓인지 힘을 쓰지 않으면 자동적으로 저주가 풀리게 되어 있으며, 그 때문에 10년 후의 그녀는 아르꼬발레노이면서 어른의 모습을 유지할 수 있게 됐다.
버뮤다 폰 벡켄슈타인(Bermuda Von Bekenshtain)
쪽쪽이 - 투명(Invisible)
속성 - 제8속성 밤의필살염
이름 뜻 - 불명
칭호 - 없음
성우 - 없음

빈디체에 소속되어 있는 투명한 쪽쪽이를 가진 아기. 빈디체와 마찬가지로 온 몸을 붕대로 감싸서 가리고 있다.
예전의 선대 아르꼬발레노였으며 역대 아르꼬발레노중에서 가장 강하다고 한다.현재 아르꼬발레노 대리전에서 스컬팀을 전멸시킨 후,
보스워치를 빼앗아 대리전쟁에 참여한다.
그의 정체는 전대의 아르꼬발레노이고 빈디체들도 마찬가지 체커페이스의 의해 죽은 전대의 아르꼬발레노이다.버뮤다는 밤의 필살염을 이용해 빈디체를 만들었다.